# Поляков, Леонид Михайлович

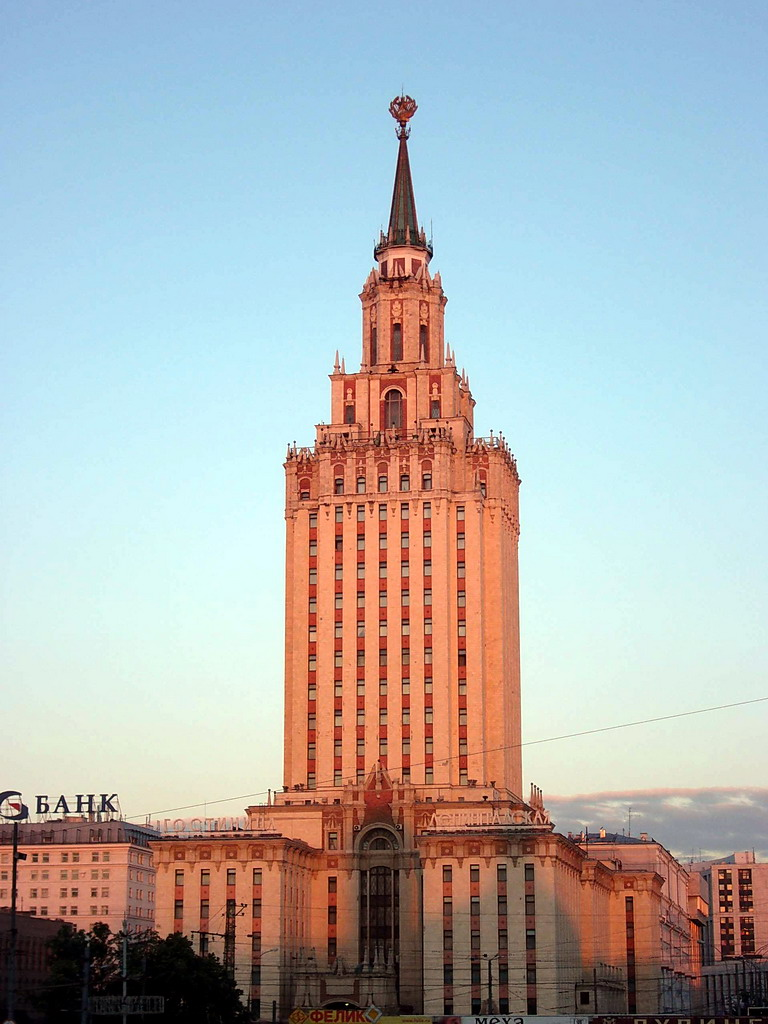
Гостиница «Ленинградская» в Москве

Леони́д Миха́йлович Поляко́в (8 [21] августа 1906, Санкт-Петербург — 19 июня 1965, Москва) — советский архитектор, градостроитель, педагог, профессор. Дважды лауреат Сталинской премии второй степени (1949 — лишён в 1955, 1950).

## Биография
Родился в семье (по семейному преданию, старообрядческой) выходцев из посада Сольцы Порховского уезда Псковской губернии; крещен в Троицком соборе Измайловского полка.
В 1923 году начал обучение на архитектурном факультете Второго Петроградского Политехнического института. После упразднения института в августе 1924 года был переведён в Ленинградский Высший художественно-технический институт (ЛВХТИ, бывш. Академия художеств), в числе преподавателей которого были А. Е. Белогруд, Л. Н. Бенуа, Л. В. Руднев, И. А. Фомин, В. А. Щуко, В. Г. Гельфрейх, С. С. Серафимов.
Учась в институте, начал работать в тресте «Севзаплес», сначала чертёжником, а с 1928 года — архитектором. Дипломную работу — «Онежский лесопильно-бумажный комбинат» — защитил 5 ноября 1929 года.
В 1933 году в числе проектировщиков Дворца Советов, возглавляемых В. А. Щуко и В. Г. Гельфрейхом, Поляков переехал в Москву. Работал в Управлении строительства Дворца Советов (УСДС) и архитектурной мастерской Моссовета № 3 (руководитель И. А. Фомин).
- В октябре 1939 года был переведён из УСДС и зачислен руководителем Мастерской № 9 Моссовета.
- 2 июня 1941 года возглавил Мастерскую № 3 Моссовета.
- С сентября 1941 по апрель 1943 года находился на строительстве заводов Наркомата вооружения (трест № 24 НКВ) в городах Златоусте и Медногорске. Имел звание военного инженера 3-го ранга. В мае 1943 года был откомандирован в Москву в распоряжение Академии архитектуры СССР.
- В начале 1944 года переведён в Комитет по делам архитектуры при СНК СССР и назначен на должность старшего инспектора-архитектора Инспекции по охране памятников архитектуры Главного Управления по Охране памятников архитектуры.
- С июля 1944 по декабрь 1948 года — руководитель мастерской Государственных мастерских Комитета по делам архитектуры. Член ВКП(б) с 1948 г.
- С декабря 1948 по декабрь 1950 года — главный архитектор Севастополя, член Коллегии управления по восстановлению Севастополя при Совете Министров СССР.
- В 1950—1957 годах — Главный архитектор и заместитель начальника института «Гидропроект» МВД СССР.

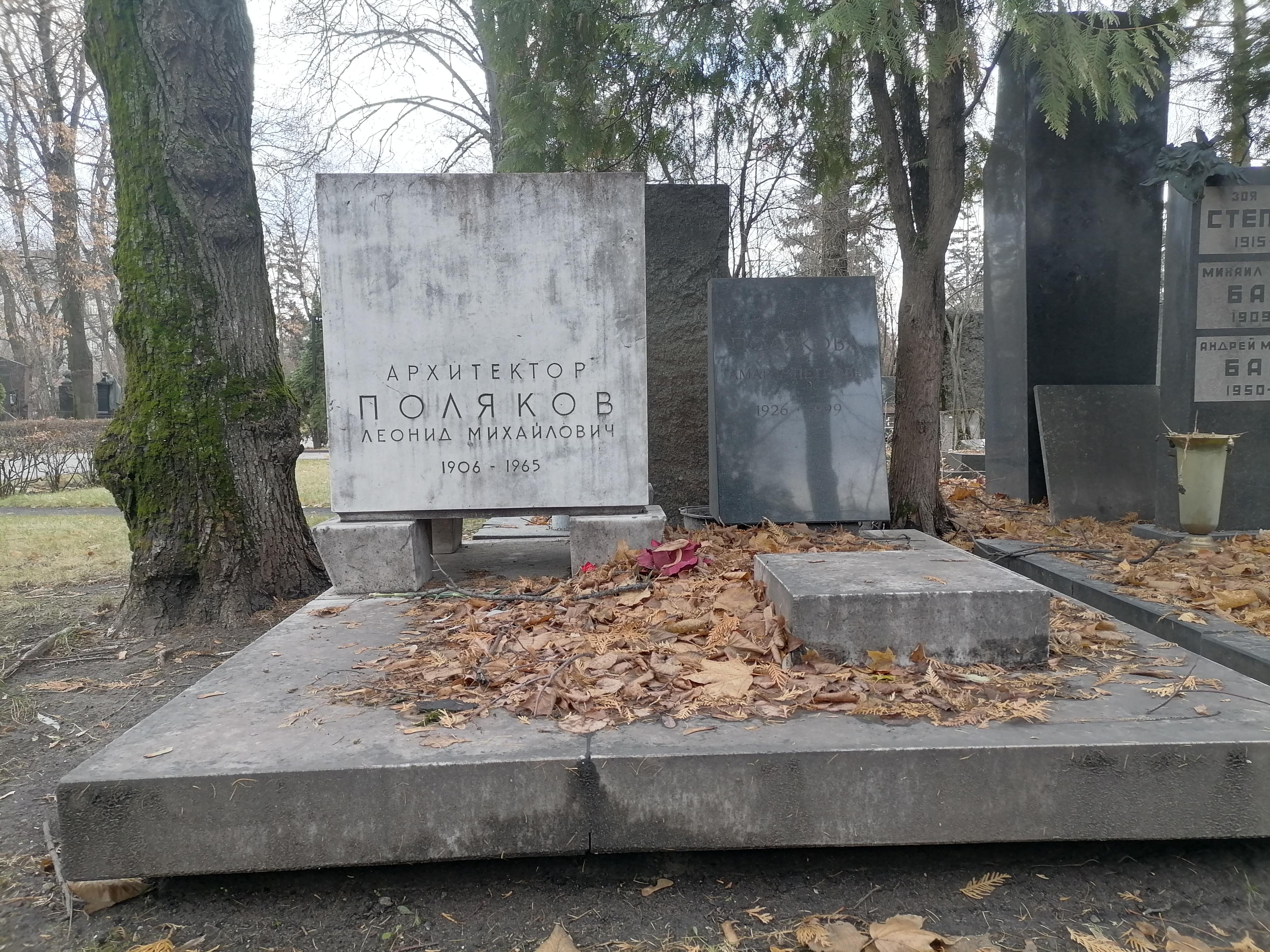
Надгробие Л. М. Полякова

- В 1947—1951 годах по совместительству являлся главным архитектором института Военморпроект-2 Министерства строительства военных и военно-морских сооружений. Освобождён от должности главного архитектора мастерской Моспроекта Постановлением ЦК КПСС и Совета Министров от 4 ноября 1955 года.
- С октября 1957 по апрель 1958 года — главный архитектор ГИПРОНИИ Академии наук СССР.
- В 1958—1961 годах — Главный архитектор института Мособлпроект, руководитель мастерской Мособлпроекта.

Преподавал в МАРХИ (апрель — декабрь 1937 года — и. о. доцента; 1943—1945 годы — старший преподаватель, доцент) и Московском высшем художественно-промышленном училище (бывшее Строгановское) в 1947—1950 и в 1958—1965 годах, профессор с 1963 года
Постановлением ЦК КПСС и Совмина СССР от 4 ноября 1955 года (известном как «постановление об архитектурных излишествах») Л. М. Поляков вместе с соавтором А. Б. Борецким были лишены Сталинской премии, присуждённой им за проект гостиницы «Ленинградская». Существует мнение, что инициатором этого была Е. А. Фурцева, не простившая Полякову того, что он во время посещения ею стройки указал на её некомпетентность в вопросах архитектуры.
Член-корреспондент Академии архитектуры СССР (1947), действительный член Академии архитектуры СССР (1950)
Скончался 19 июня 1965 года. Похоронен в Москве на Новодевичьем кладбище (участок № 6). Памятник на его могиле выполнен по проекту архитектора Е. Н. Стамо (надгробие — выявленный объект культурного наследия).

## Награды и премии
- Сталинская премия второй степени (1949) — за архитектуру 17-этажного здания гостиницы «Ленинградская» на Каланчёвской площади в Москве[2] (лишён премии в 1955 году)
- Сталинская премия второй степени (1950) — за архитектуру станции «Калужская» Московского метрополитена имени Л. М. Кагановича
- орден Ленина (1952)
- орден Красной Звезды
- орден «Знак Почёта» (1939)
- медаль «За трудовое отличие» (1939)

## Ленинградский отрезок жизни. Проекты и постройки
Первые проекты исполнены Л. М. Поляковым в Ленинграде в сотрудничестве с учителями и товарищами по ЛВХТИ — Академии художеств:
- Дом Промышленности в Свердловске (1928; в соавторстве с В. А. Щуко, В. Г. Гельфрейхом — руководители; А. П. Великановым; конкурс заказной);
- Крематорий на Волковом кладбище (1929; при участии Р. А. Пуринг; конкурс всесоюзный, 4-я премия);
- Жилой массив «Ленинградский печатник» на площади Революции (1928—1929; при участии Р. А. Пуринг, В. Б. Фогель; конкурс; 3-я рекомендация);
- Онежский лесопильно-сульфат-целлюлозный и бумажный комбинат. Отдельные жилые и общественные здания в посёлках при лесопильных заводах северо-западных районов (1927—1933);
- Жилой дом в Ленинграде на Большой Посадской улице, № 7-7а. (1928; совместно с А. Ф. Хряковым, П. В. Абросимовым; построен в 1932 году);
- Центральный парк культуры и отдыха (1931; совместно с Е. И. Катониным, В. В. Даниловым, Т. И. Ичугиной, В. А. Гайковичем; конкурс);
- Стадион «Динамо» с дворцом физкультуры на Крестовском острове (1931; совместно с Е. И. Катониным, В. А. Гайковичем; конкурс);
- Здание Московского областного комитета ВКП(б). (1931; в соавторстве с В. А. Щуко, В. Г. Гельфрейхом — руководители; А. П. Великановым);
- Ресторан и пароходная пристань в ЦПКиО имени С. М. Кирова в Ленинграде (1931; совместно с А. П. Великановым и А. Ф. Хряковым);
- Заводоуправление металлургического завода в Кузбассе (1931; совместно с архитекторами П. В. Абросимовым и А. Ф. Хряковым).
- Зоопарк в Шувалово-Озерках (1932; совместно с А. П. Великановым, В. А. Витманом, В. В. Степановым, 1-я и 2-я премия на всесоюзном конкурсе);
- Детский музыкальный театр Государственного Народного Дома (Госнардома) имени Карла Либкнехта и Розы Люксембург (1933; совместно с А. П. Великановым, А. Ф. Хряковым; осуществлён). Перестройка «Железного зала» Госнардома под кинотеатр «Великан»;
- Красный театр в саду Госнардома (1933; совместно с А. П. Великановым, А. Ф. Хряковым; конкурс);
- Американские горы — аттракцион в саду Госнардома (1932—1933, совместно с А. П. Великановым, А. Ф. Хряковым., инж. П. В. Старцев; открыты в мае 1934 года., сгорели 16 октября 1941 года);
- Академия лёгкой промышленности имени С. М. Кирова (Промакадемия, Дом Легпрома) на Суворовском проспекте в Ленинграде (1932, совместно с А. П. Великановым, А. Ф. Хряковым, при участии Р. А. Пуринг; построена в две очереди).
- Здание Краснознаменной военной академии РККА им. М. В. Фрунзе на Девичьем поле в Москве (1932; в соавторстве с В. А. Щуко, В. Г. Гельфрейхом — руководители, А. П. Великановым; конкурс заказной);
- Дворец Советов в Москве — III-й и IV-й этапы проектирования (1932—1933, в соавторстве с В. А. Щуко, В. Г. Гельфрейхом — руководители; А. П. Великановым, И. Е. Рожиным, Г. В. Селюгиным, Е. Н. Селяковой-Шухаевой, А. Ф. Хряковым, Г. В. Щуко (Юрием) и др.; конкурс).

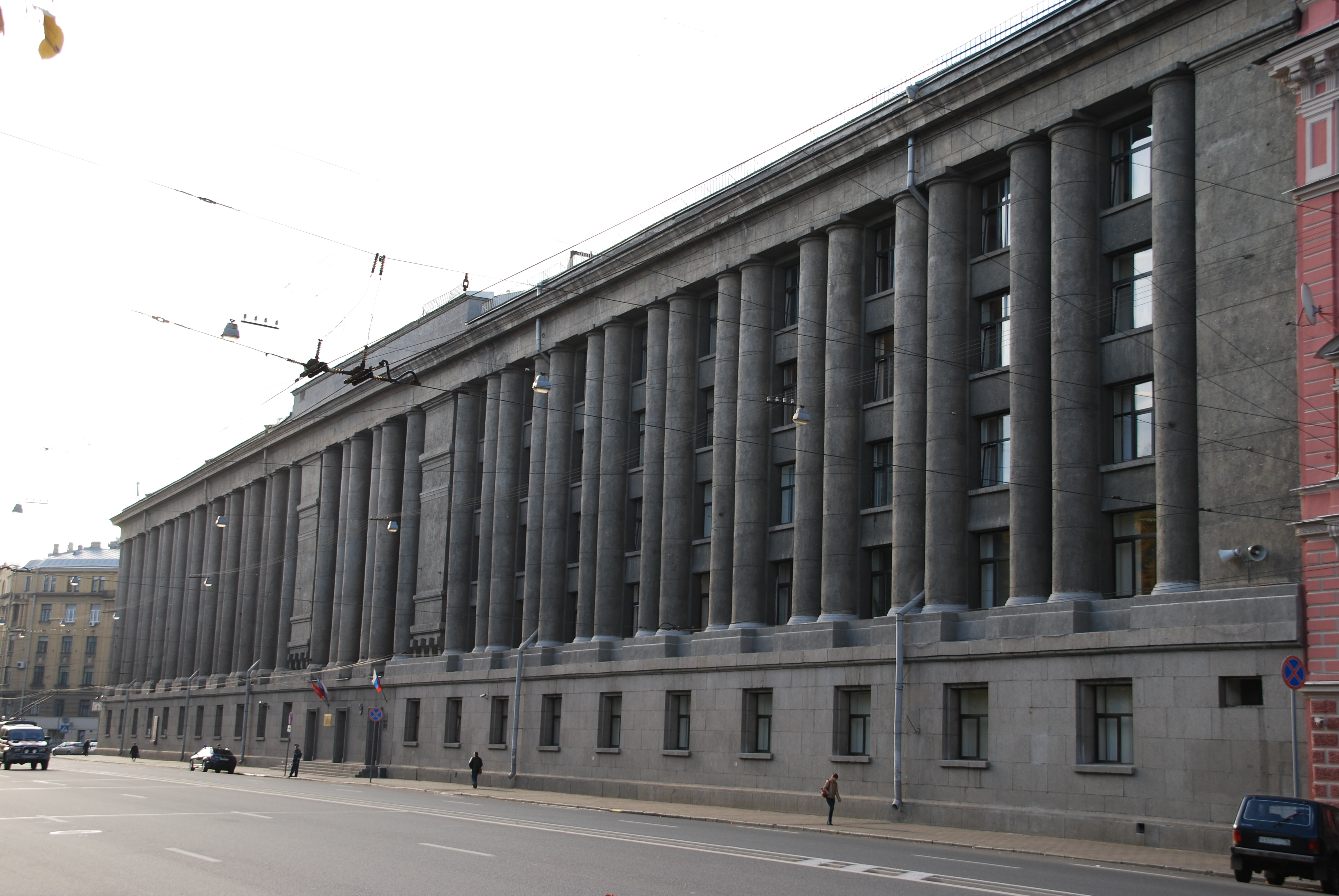
Академия лёгкой промышленности
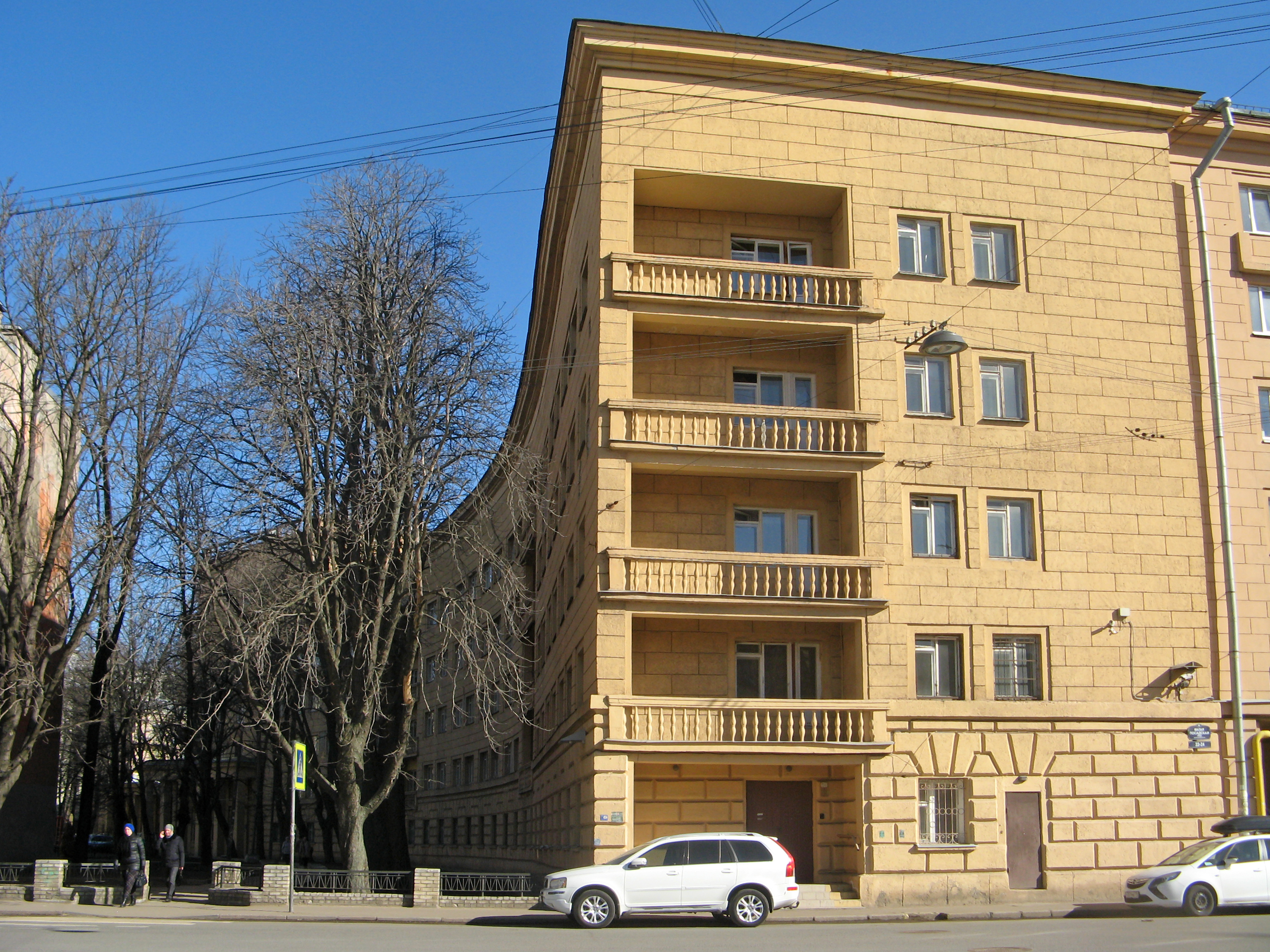
Малая Посадская ул., д. 22-24
Дворец Советов

## Московский отрезок жизни. Проекты и постройки

### Осуществлённые замыслы
- Изменение фасадов дома Моссовета, построенного по проекту М. О. Барща и Г. А. Зундтблата (1933—1935; ул. Арбат, д. 45);
- Изменение фасадов дома НКПС, построенного по проекту Г. И. Волошинова (1933—1935, Спиридоньевский переулок, д. 2/22);
- Арка Главного (ныне Северного) входа ВСХВ (скульптор Г. И. Мотовилов) (1939; соавтор — Р. А. Пуринг; Проспект Мира, д. 119);
- Центральный научно-исследовательский институт черной металлургии на улице Радио, д. 23/9 в Москве (1940-е; осуществлен частично);
- Высотное здание гостиницы «Ленинградская»(19481954 гг.; соавтор - А. Б. Борецкий; инженерная часть - Проектный институт № 1 (Ленинград), руководитель - инж. Е. В. Мятлюк), Комсомольская площадь, проект удостоен Сталинской премии второй степени;
- Проект застройки проспекта Нахимова и Большой Морской улицы в Севастополе (1948—1951; руководитель; соавторы: Е. П. Вулых, В. В. Пелевин, В. А. Петров, И. С. Самойлова);
- Волго-Донской судоходный канал им. В. И. Ленина и Цимлянский гидроузел (1950—1952; руководитель; соавторы: С. М. Бирюков, Г. Г. Борис, С. В. Демидов, А. Я. Ковалев, В. В. Мусатов, М. В. Паньков, А. Г. Рочегов, Ф. Г. Топунов, Р. А. Якубов; инженеры: С. Я. Жук, В. А. Марсов, А. Г. Осколков, Н. В. Шахов; скульптор Г. И. Мотовилов);
- Куйбышевский гидроузел (1952—1957; руководитель; соавторы: С. М. Бирюков, С. В. Демидов, А. Я. Ковалев, А. Г. Рочегов, Р. А. Якубов; архитектурная обработка неоднократно изменялась в сторону «отказа от излишеств»);
- Комплекс жилых домов (1958, Набережная Тараса Шевченко № 3—7);
- Посольство СССР в Эфиопии в Аддис-Абебе;
- Посольство СССР в Албании в Тиране.

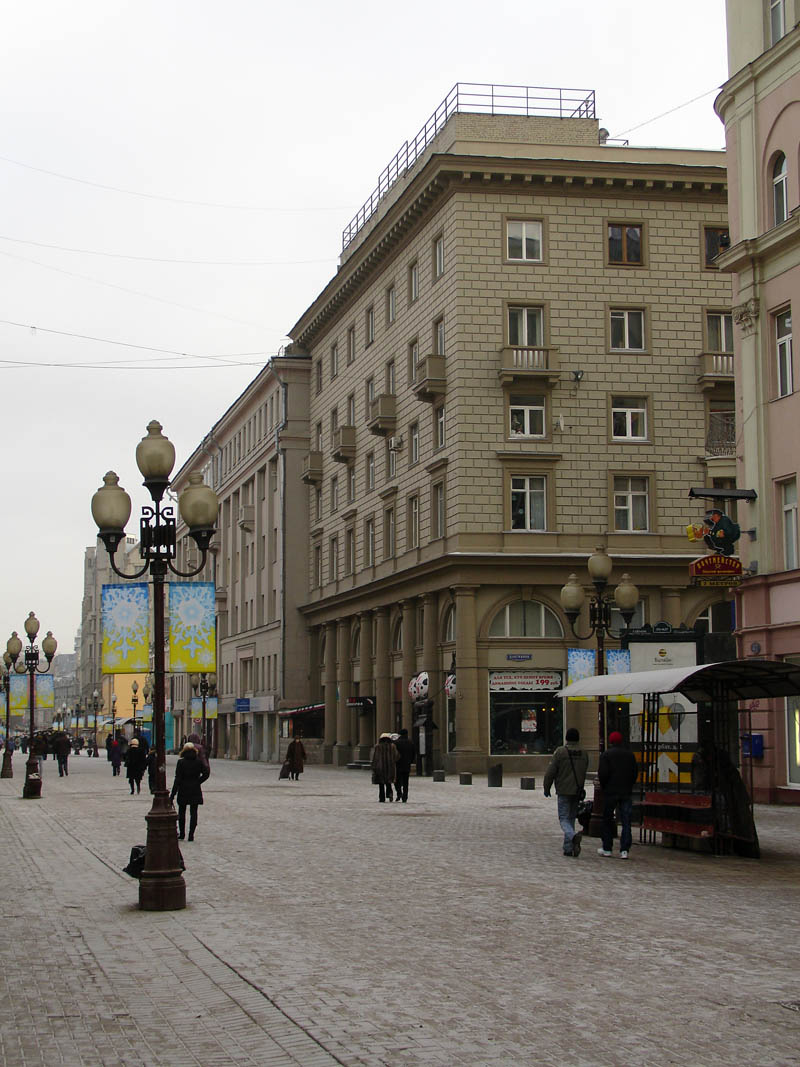
ул. Арбат, д. 45
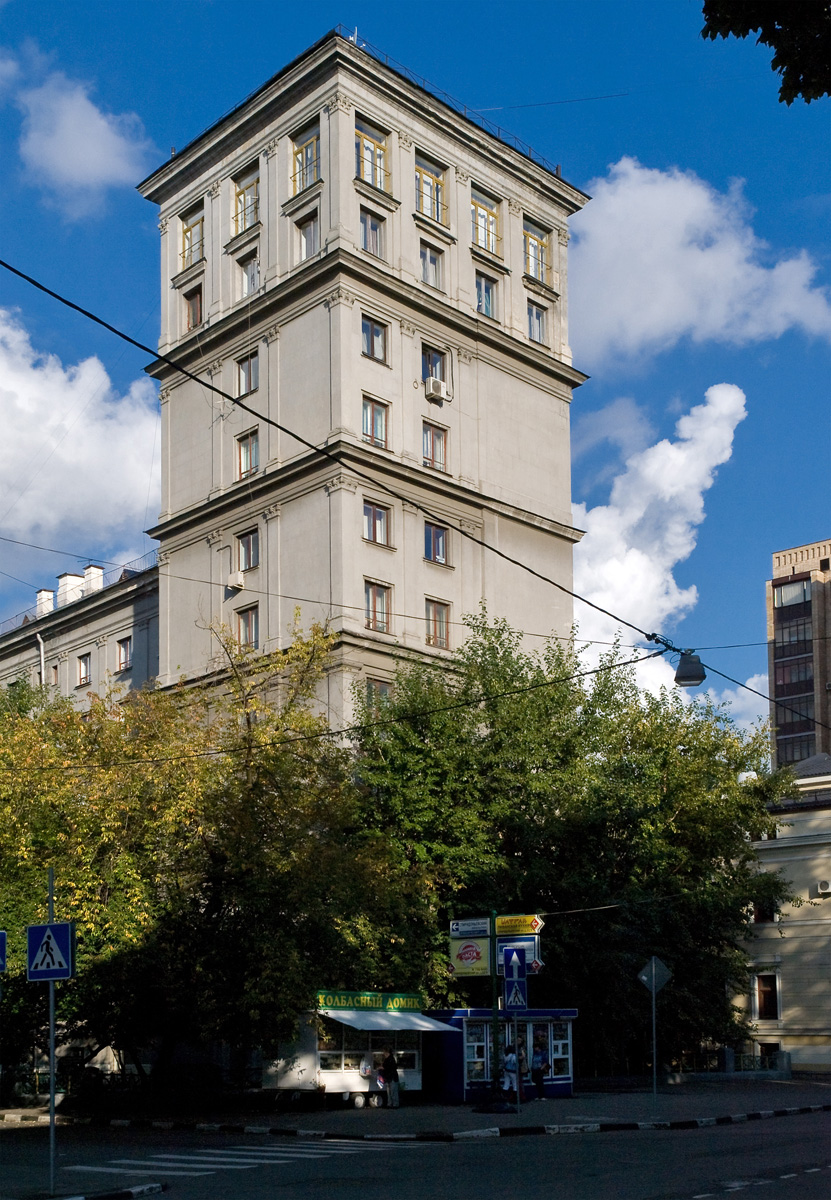
ул. Спиридоновка, д. 22/2
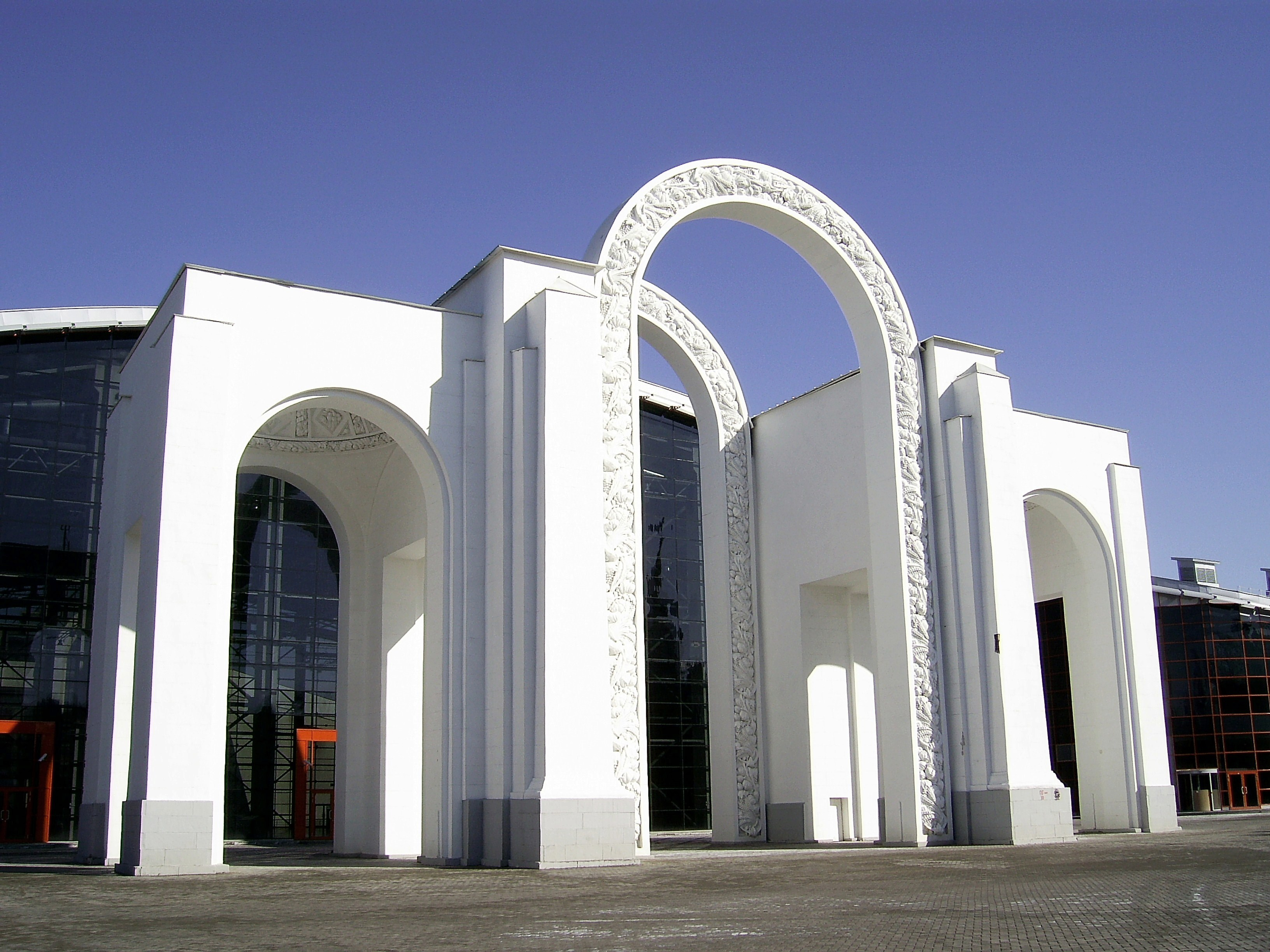
Арка ВСХВ. 1939
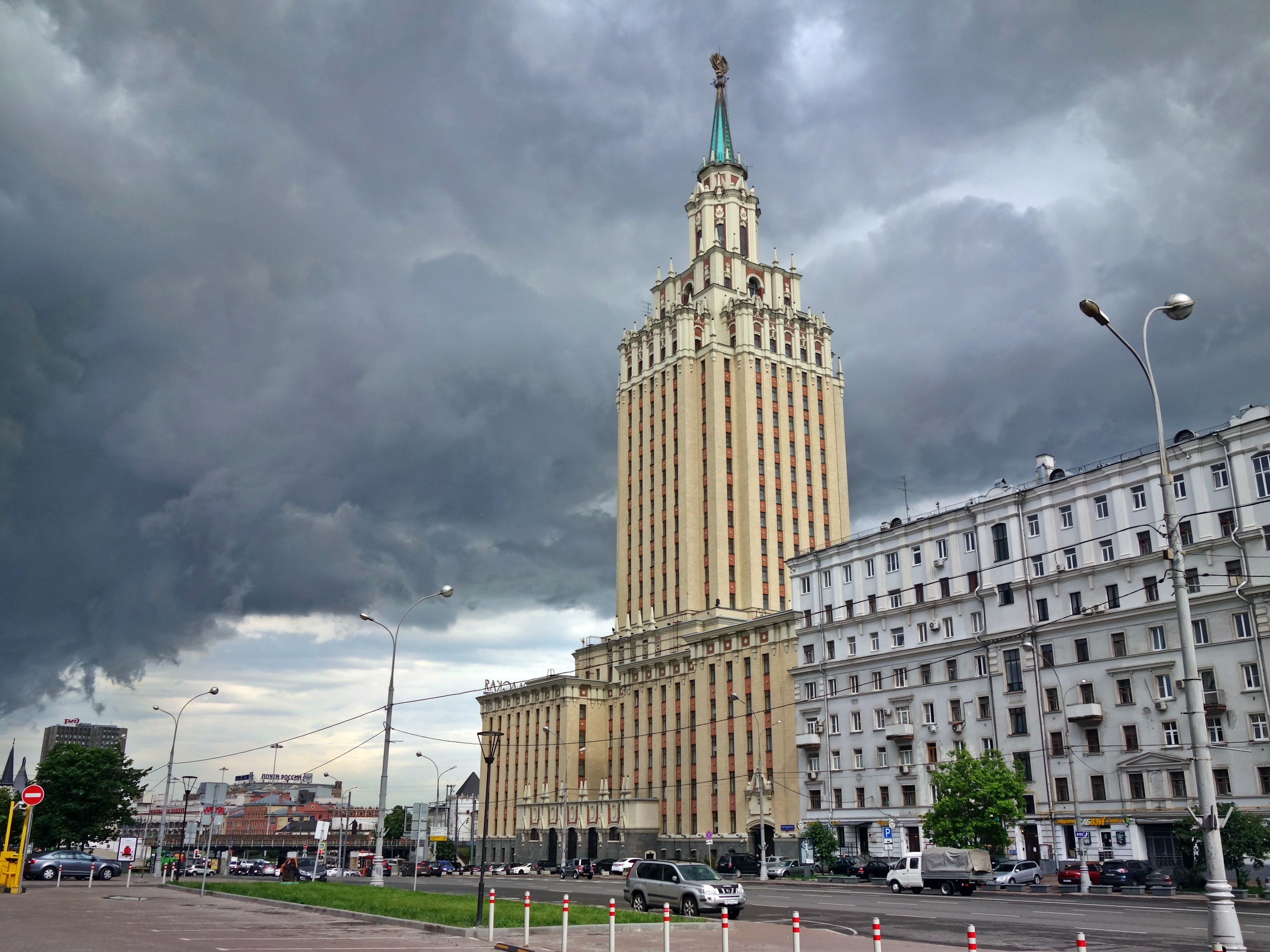
Гостиница «Ленинградская»
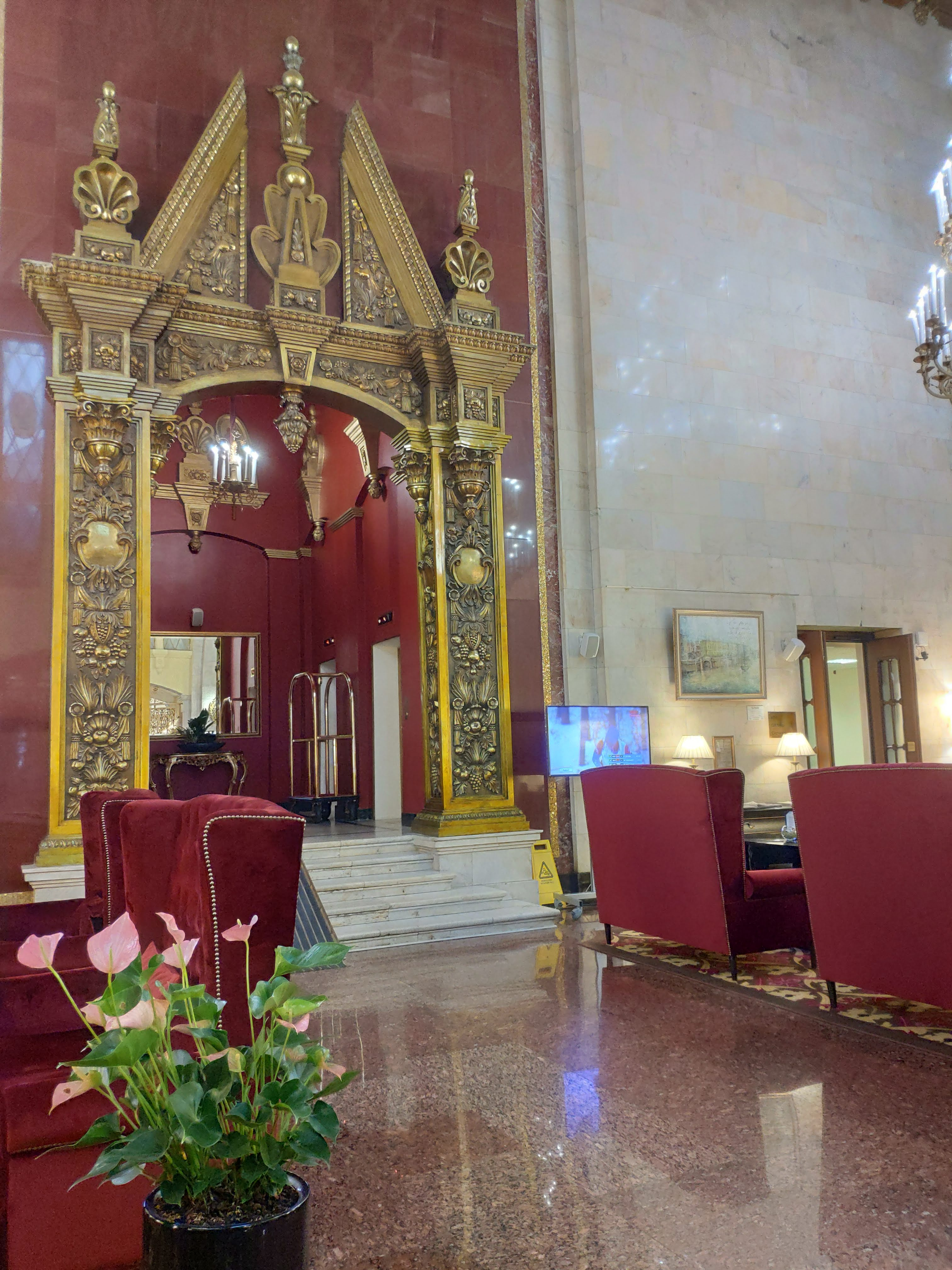
«Ленинградская». Вестибюль
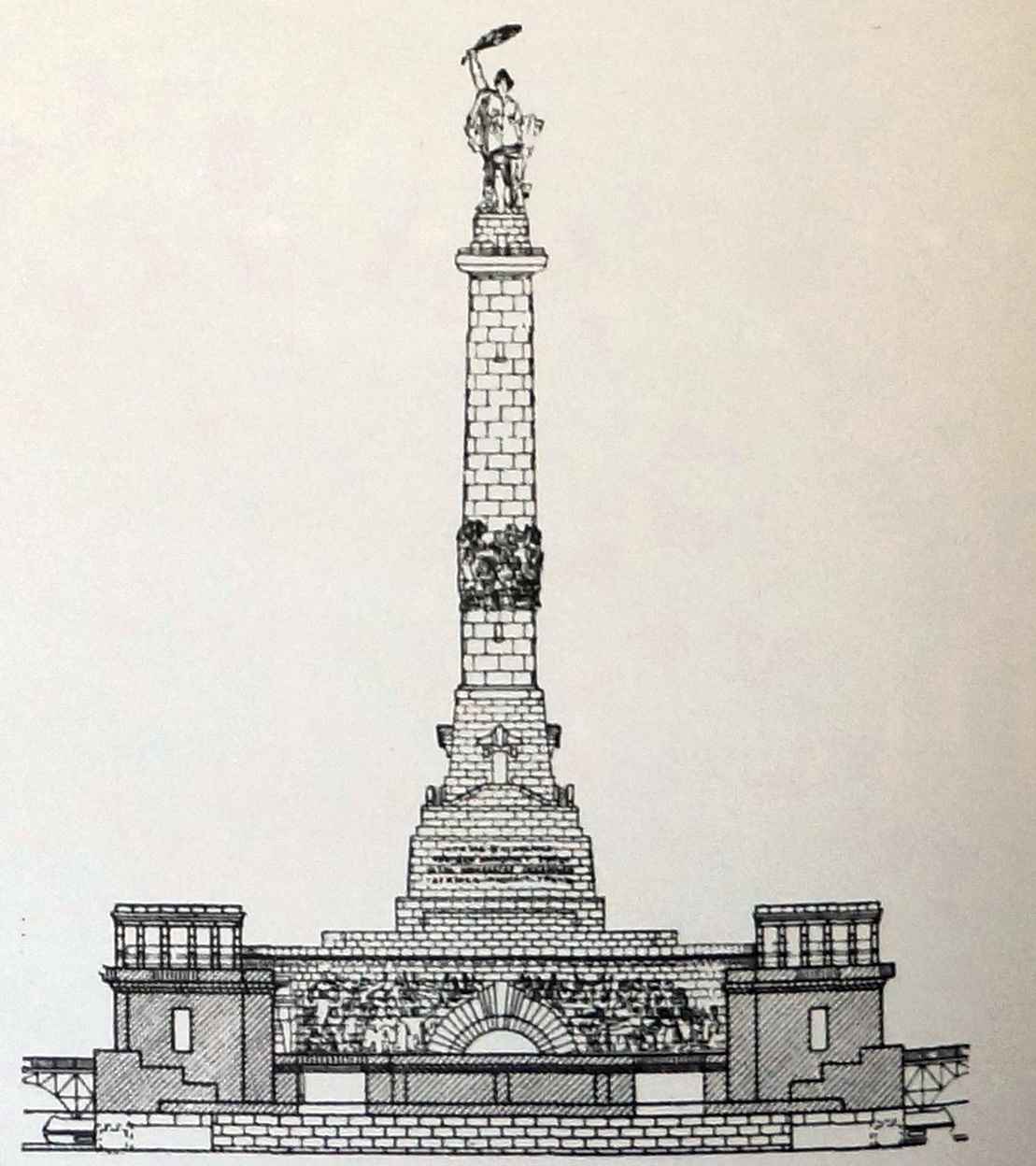
Шлюз Куйбышевского гидроузла

Станции московского метрополитена им. Кагановича:
- Завершение проектирования и надзор за строительством станции «Площадь Свердлова» (с 1990 года — «Театральная») — одного из последних замыслов И. А. Фомина (1936; открыта 11 сентября 1938 года).
- «Курская» второй очереди; (инженеры-конструкторы Н. М. Комаров и Г. И. Кибардин; открыта 13 марта 1938 года);
- «Октябрьская-Кольцевая» четвёртой очереди (до 1961 года — «Калужская»; проект 1946 г.; скульптор Г. И. Мотовилов; инженеры-конструкторы Б. М. Прикот и В. М. Дмитриев; открыта 1 января 1950 года);
- «Арбатская» пятой очереди (1951; соавторы: В. В. Пелевин (станция), Ю. П. Зенкевич (вестибюль); инж. А. Н. Пирожкова; худ. Г. И. Опрышко; открыта 5 апреля 1953 гда);
- Станция метро «Пушкинская» в Ленинграде (проект 1950 года; при участии арх. В. А. Петрова; скульптор М. К. Аникушин; худ. М. А. Энгельке; открыта в 1956 году);

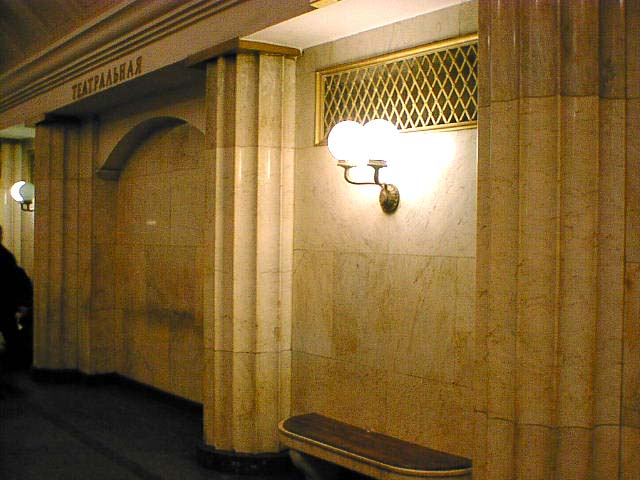
«Площадь Свердлова»
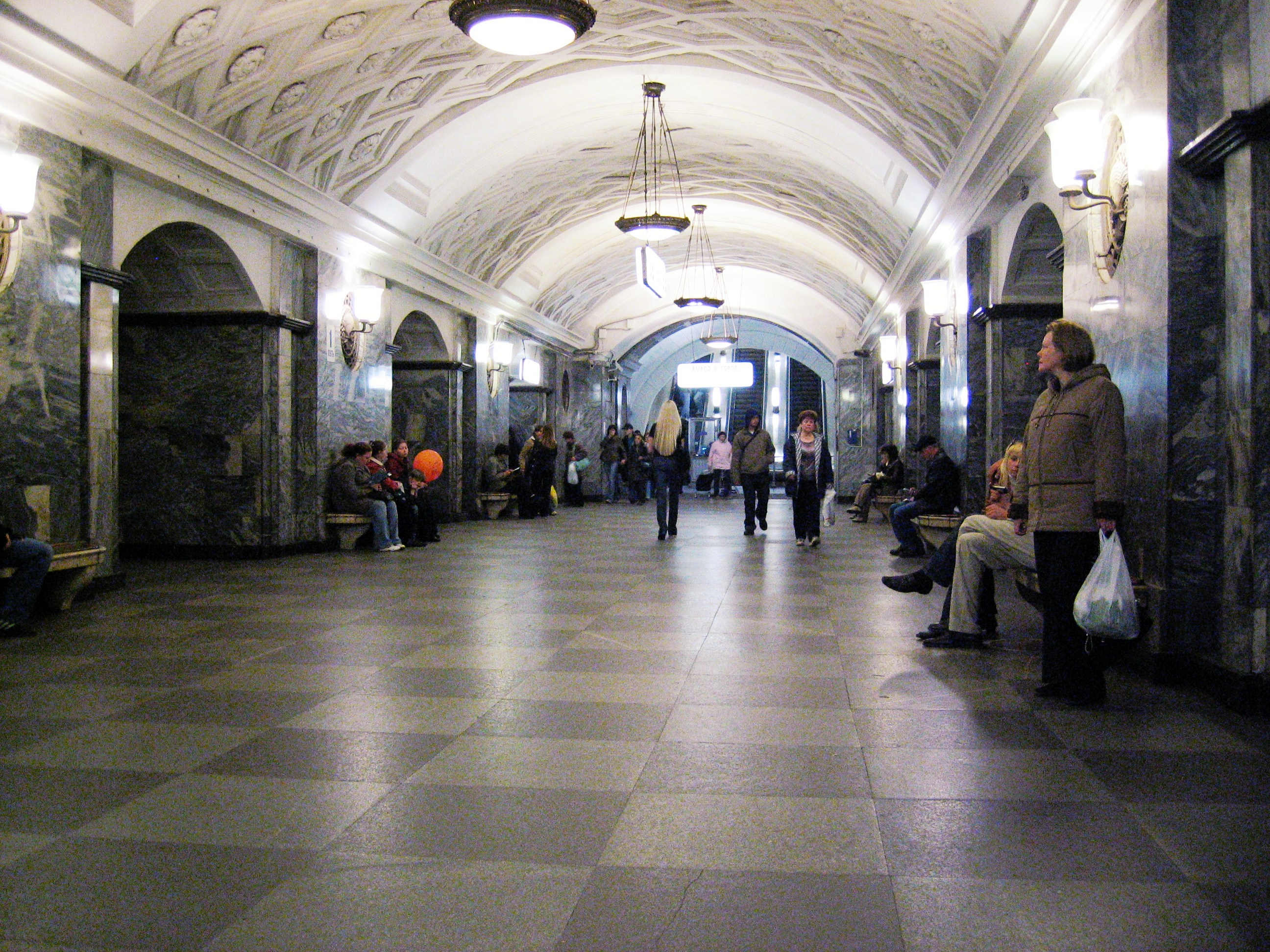
«Курская»-радиальная
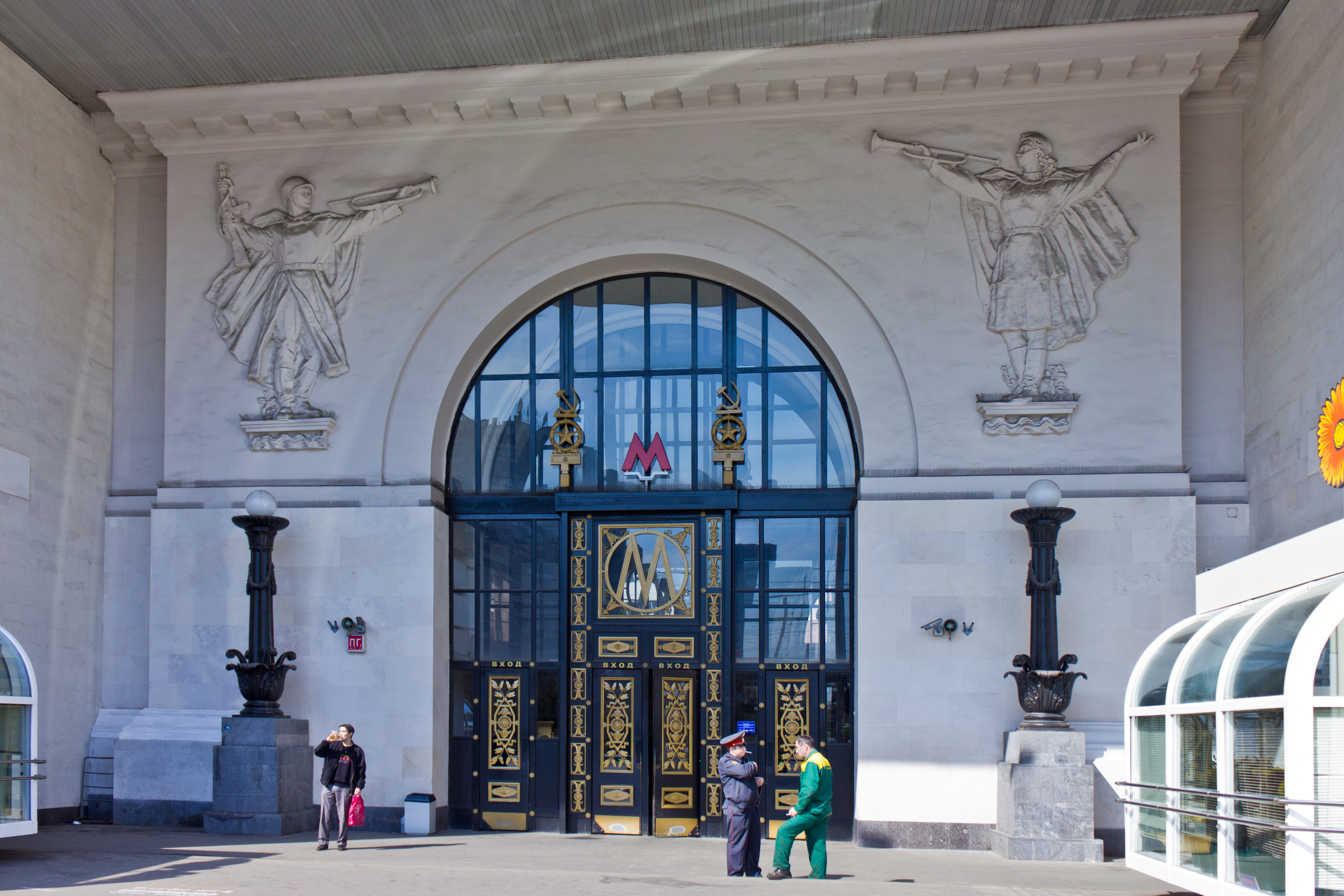
«Октябрьская». Наземный вестибюль
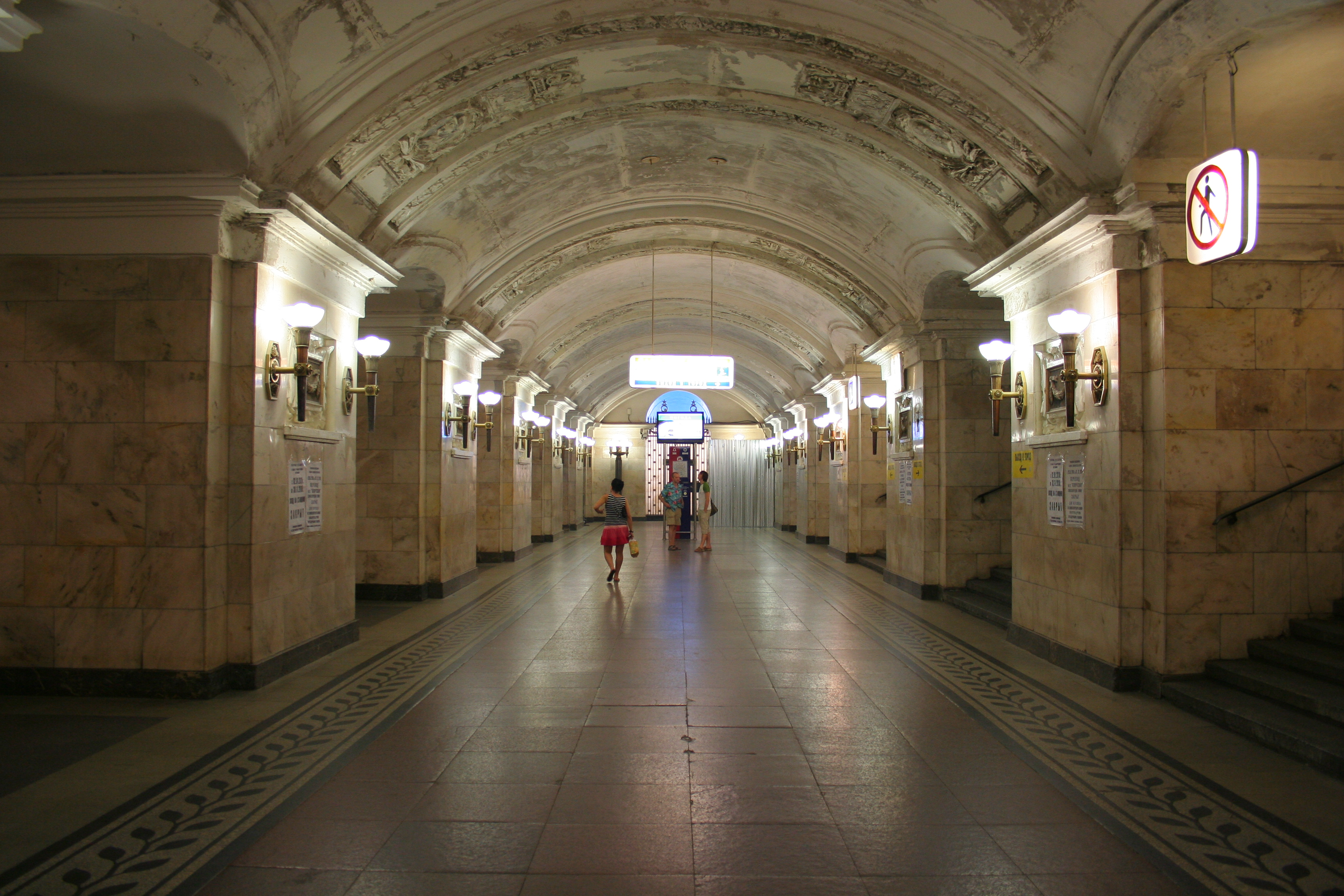
«Октябрьская»-кольцевая
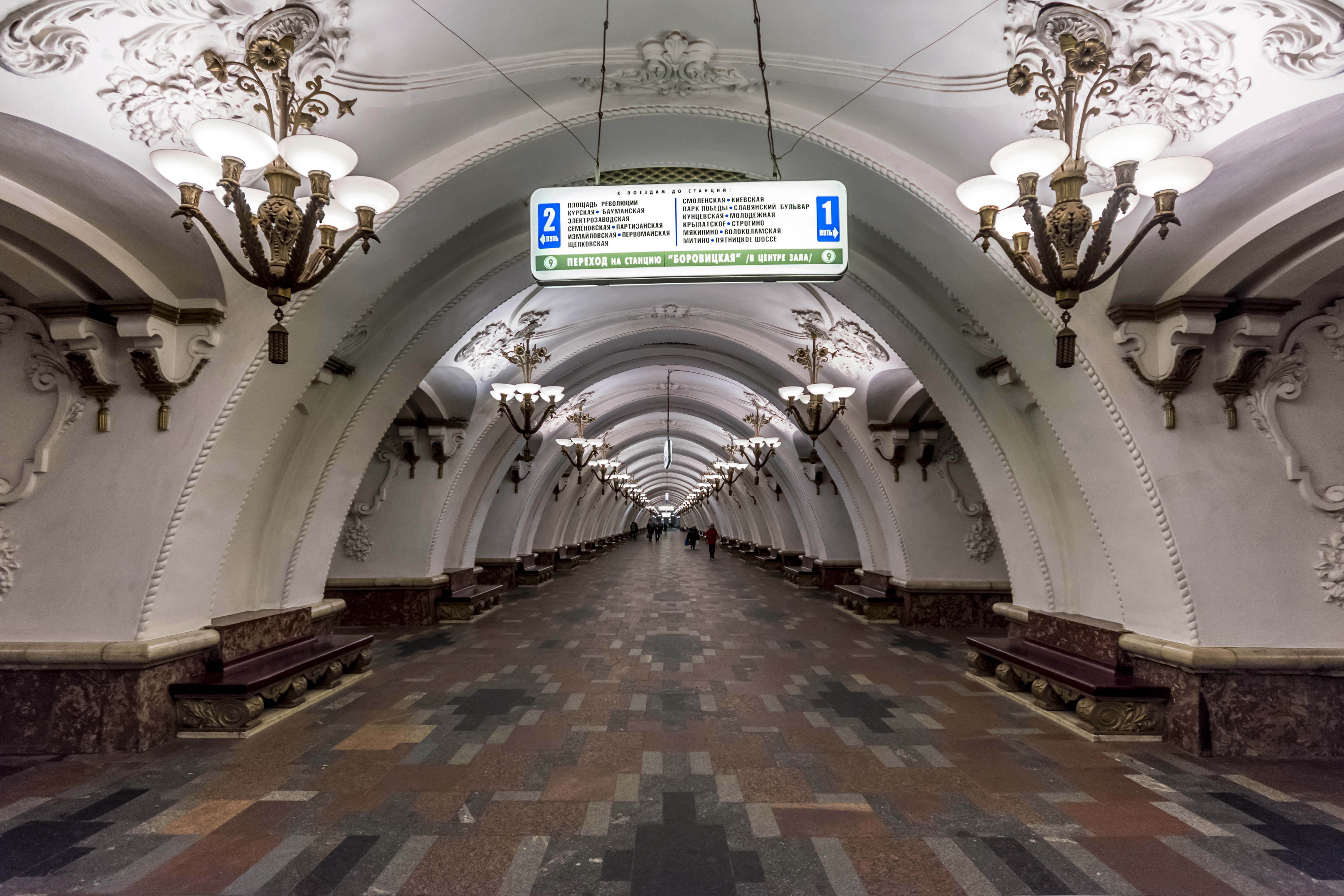
«Арбатская» 5-й очереди
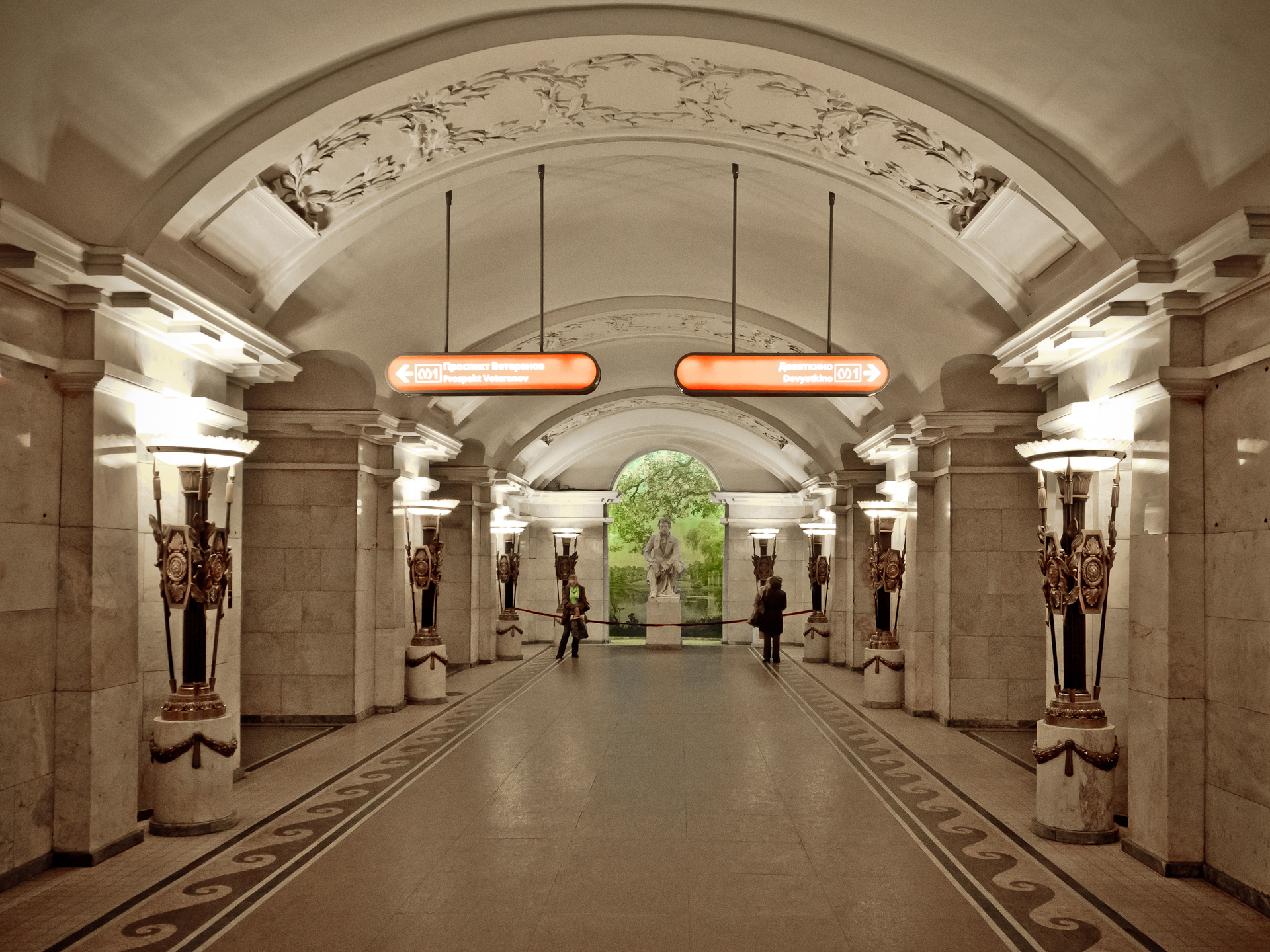
«Пушкинская» в Ленинграде

### Типовые проекты, разработанные в Государственных архитектурных мастерских
- Особняк кирпичный четырёхкомнатный. Проект № 112-45 (1946);
- Дом жилой двухэтажный шестнадцатиквартирный. Проект № 1/09-45 (1946);
- Дом жилой двухэтажный угловой восемнадцатиквартирный шлакобетонный. Проект № 127 (1947);
- Общежитие двухэтажное шлакобетонное. Проект № 111 (1947; соавтор П. Н. Аранович);
- Дом жилой двухэтажный восьмиквартирный шлакобетонный. Проект № 109 (1948; соавтор А. М. Зальцман);
- Дом жилой двухэтажный двенадцатиквартирный шлакобетонный. Проект № 110 (1948; соавтор А. М. Зальцман);
- Детские ясли на 88 мест. Проект № 43 (1948; соавтор Ф. Н. Коротков).

### Памятники
- Памятник И. В. Сталину у шлюза № 1 Волго-Донского канала (1952; скульптор Е. В. Вучетич; снят в 1961 гду, на том же постаменте в 1973 г. установлено изваяние В. И. Ленина);
- Монумент «Соединение фронтов» у шлюза № 13 Волго-Дона (соавтор — Л. Дятлов; скульптор Е. В. Вучетич);
- Памятник генерал-лейтенанту П. В. Волоху в Изюме Харьковской обл. (скульптор Г. И. Мотовилов; 1950);
- Памятник А. П. Чехову в Ялте (скульптор Г. И. Мотовилов; 1953; Приморский парк);
- Памятник М. И. Кутузову в Смоленске (скульптор Г. И. Мотовилов; 1954; Большая Советская улица);
- Памятник В. Г. Белинскому в Пензе (скульптор Е. В. Вучетич; 1954; Театральная площадь);
- Памятник М. В. Ломоносову в селе Ломоносово Архангельской области (скульптор И. И. Козловский; 1958; сквер перед сельской школой[3]);
- Памятник А. Н. Толстому в Москве (скульптор Г. И. Мотовилов; отлит в 1947 году; перенесен в 1957 на Большую Никитскую ул., д. 36);
- Памятник Н. А. Некрасову в Ярославле (скульптор Г. И. Мотовилов; 1958; Волжская набережная);
- Памятник И. М. Сеченову в Москве (скульптор Л. Е. Кербель; 1958; Большая Пироговская улица, д. 2/6);

Памятник И. В. Сталину
В. И. Ленину (на постаменте памятника Сталину)
"Соединение фронтов"
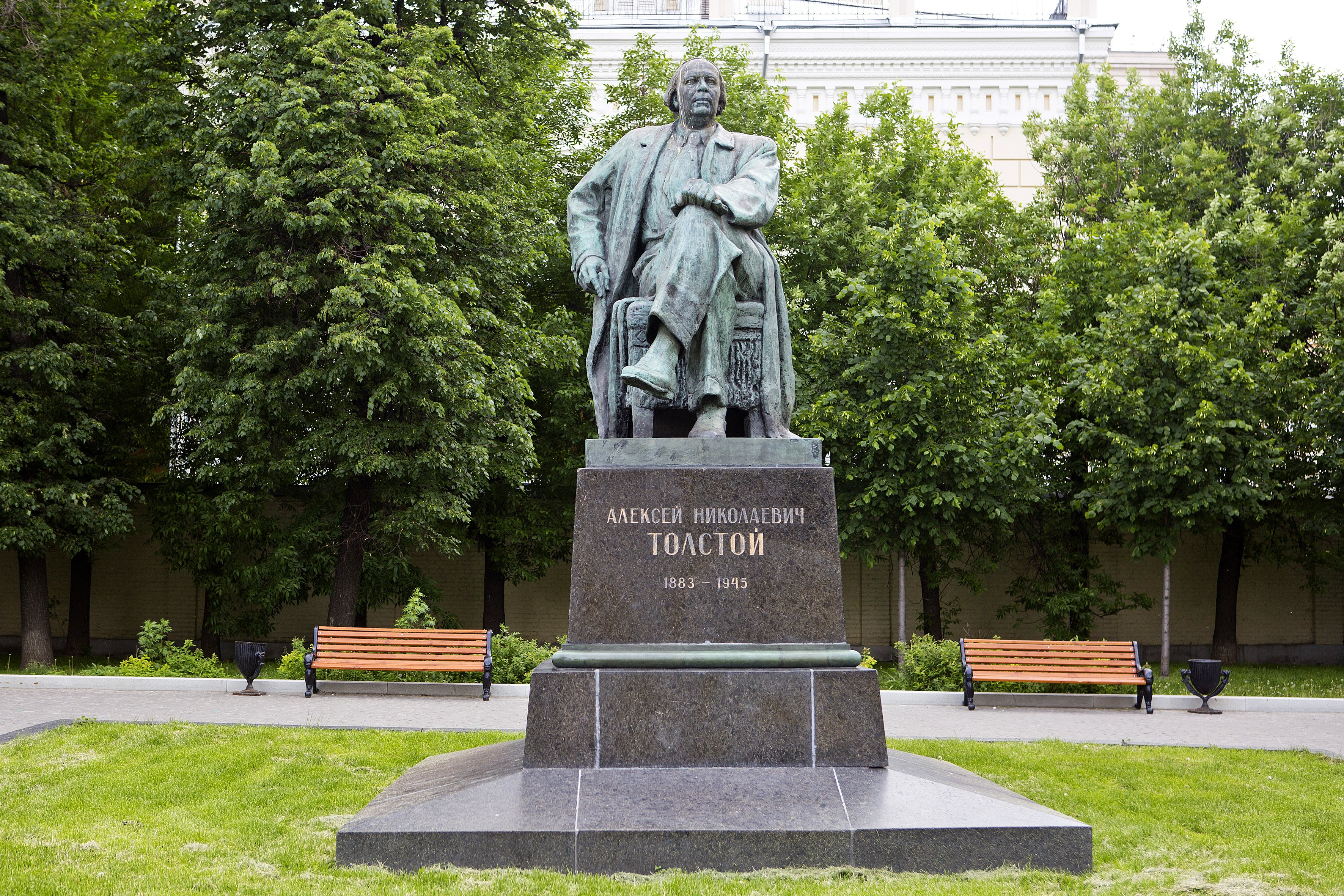
Памятник А. Н. Толстому в Москве
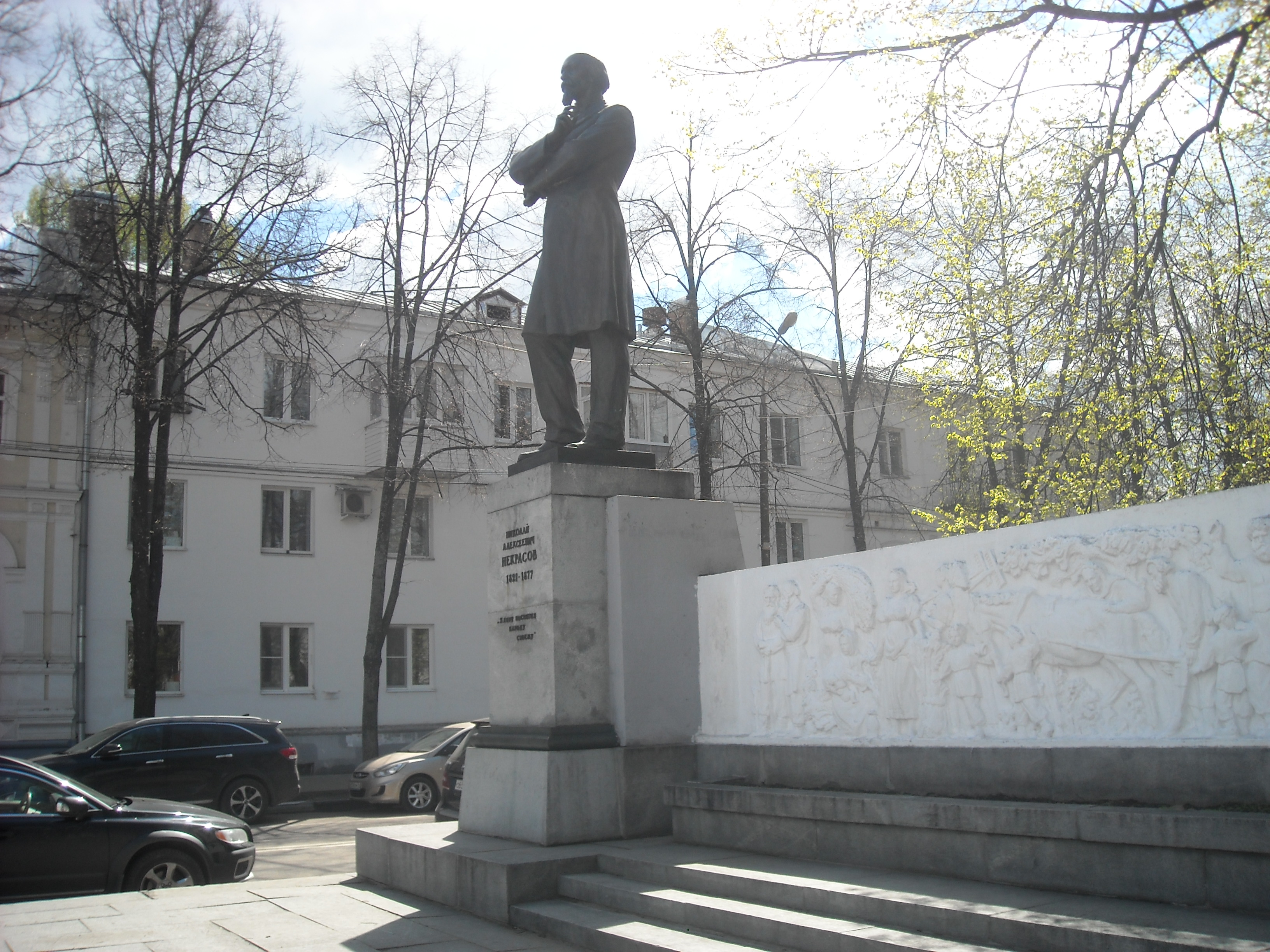
Памятник Н.А. Некрасову
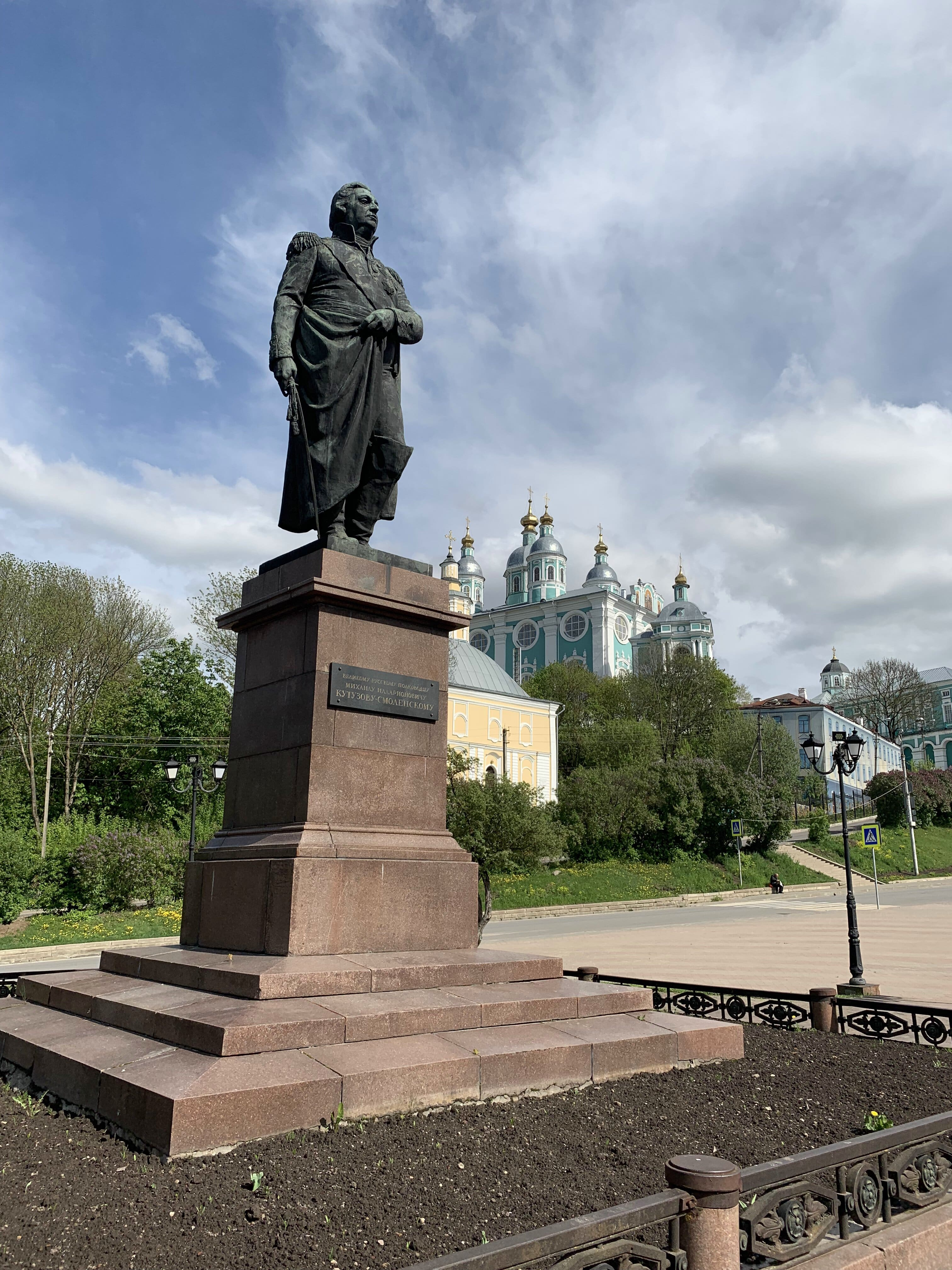
Памятник М.И.Кутузову в Смоленске

- Памятник-бюст А. П. Чехову в Мелихово (скульптор Мотовилов Г. И. (1951; Московская область, Государственный литературно-мемориальный музей-заповедник А. П. Чехова);
- Памятник-бюст А. Н. Островскому в Москве (скульптор Г. И. Мотовилов; 1954 г., Малая Ордынка, д. 9);
- Памятник-бюст дважды Герою Советского Союза Е. М. Кунгурцеву в Ижевске (скульптор И. И. Козловский; 1950);
- Памятник-бюст дважды Герою Советского Союза А. П. Белобородову в Иркутске (скульптор Г. И. Мотовилов; 1953 г.[4]);
- Памятник-бюст дважды Герою Советского Союза К. А. Евстигнееву в г. Шумиха Курганской обл. (скульптор Г. И. Мотовилов);
- Памятник-бюст дважды Герою Советского Союза генерал-полковнику А. Г. Кравченко (скульптор Г. И. Мотовилов);
- Памятник-бюст дважды Герою Советского Союза С. П. Денисову на хуторе Постоялый Ольховатского р-на Воронежской обл. (1953; скульптор Г. И. Мотовилов);
- Памятник-бюст Герою Советского Союза Е. В. Михайлову в пос. Идрица Псковской обл. (1955 г.; скульптор Г. И. Мотовилов)[5]
- Надгробный памятник А. Н. Толстому (скульптор Г. И. Мотовилов; 1965; Москва, Новодевичье кладбище, 2-й участок, 30-й ряд);
- Надгробный памятник И. О. Дунаевскому на Новодевичьем кладбище (скульптор П. Мельникова);
- Надгробный памятник В. Н. Аксенову на Новодевичьем кладбище (скульптор Н. Маркова);

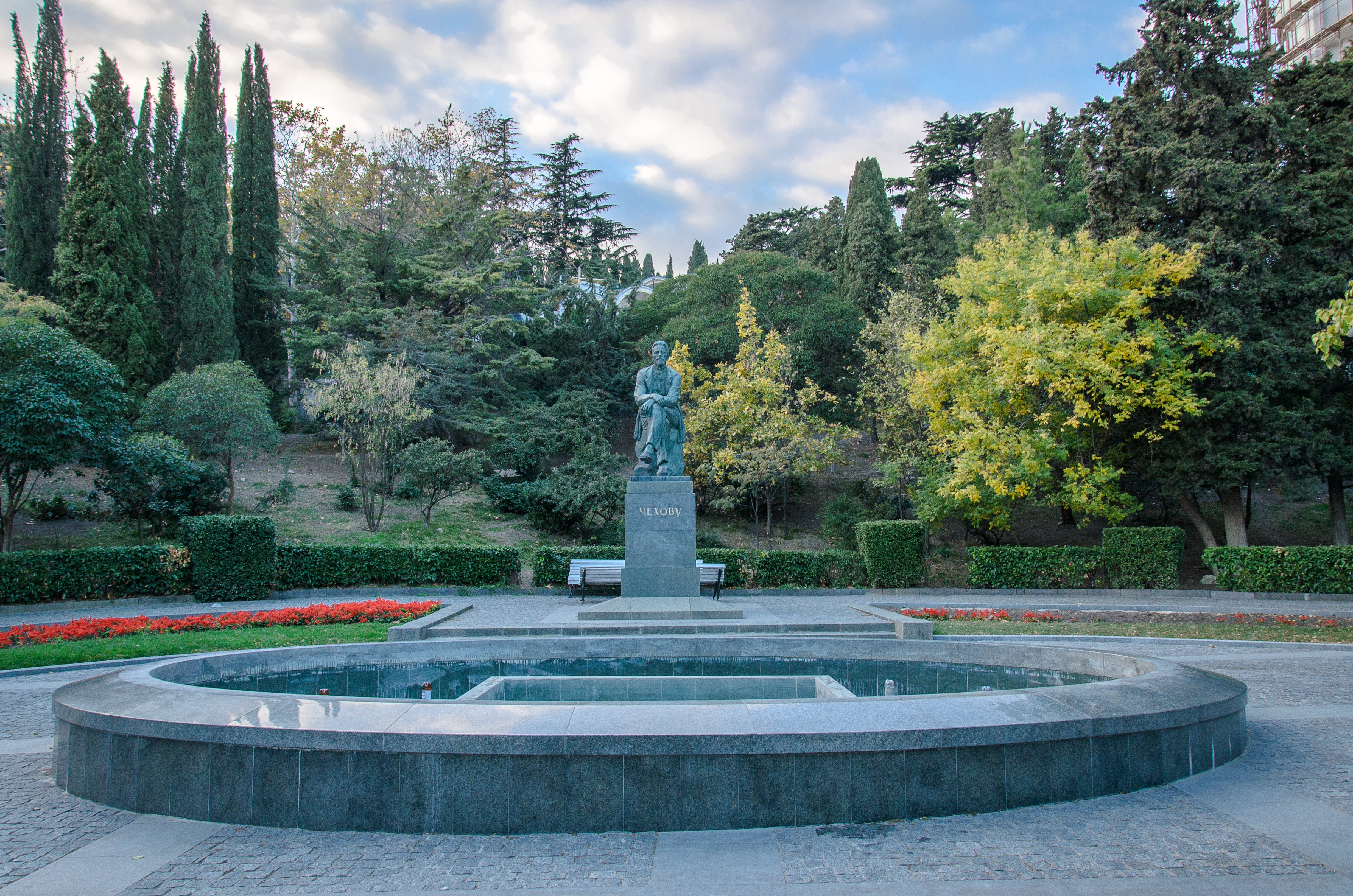
Памятник А. П. Чехову
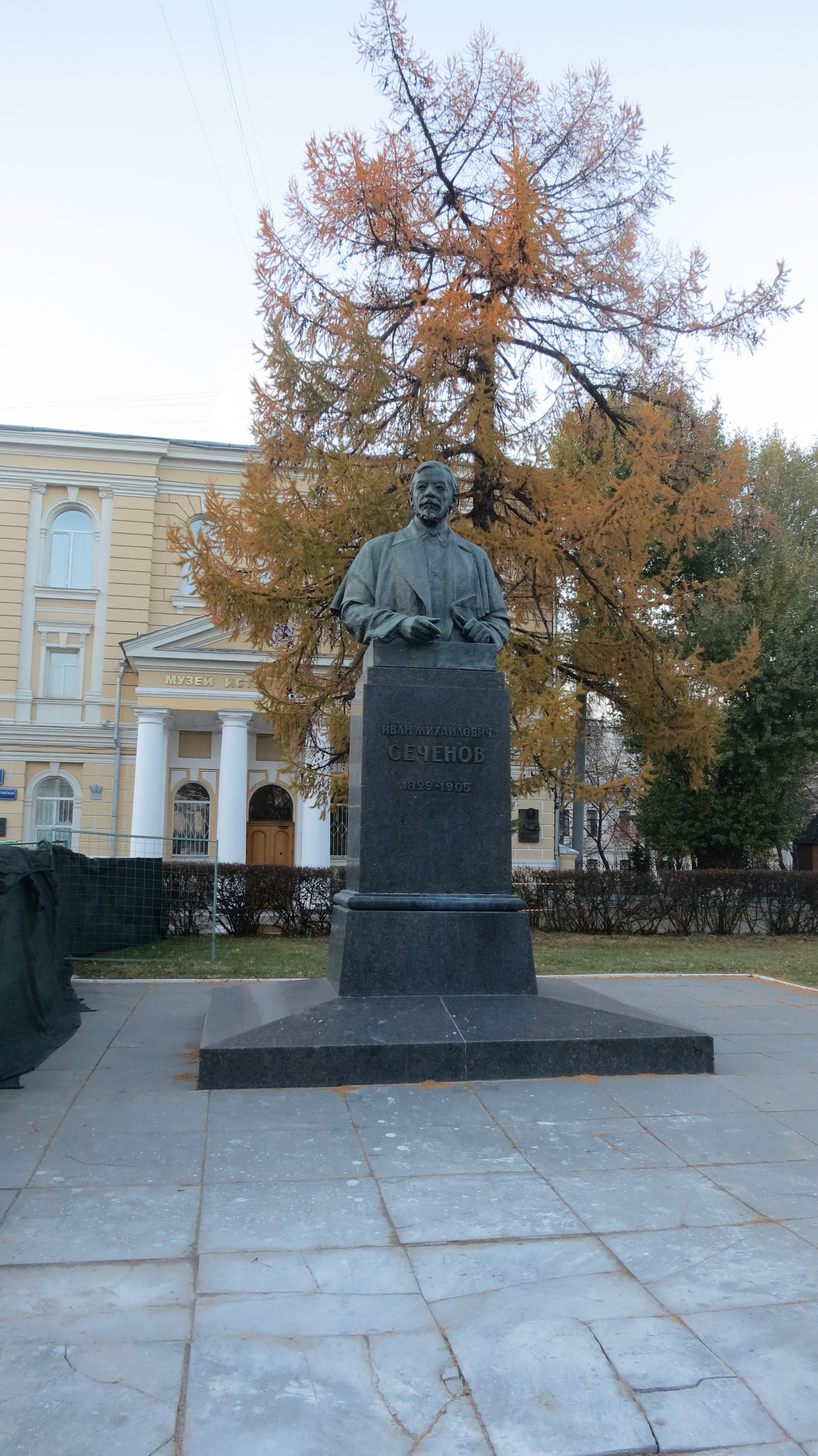
Памятник И. М. Сеченову
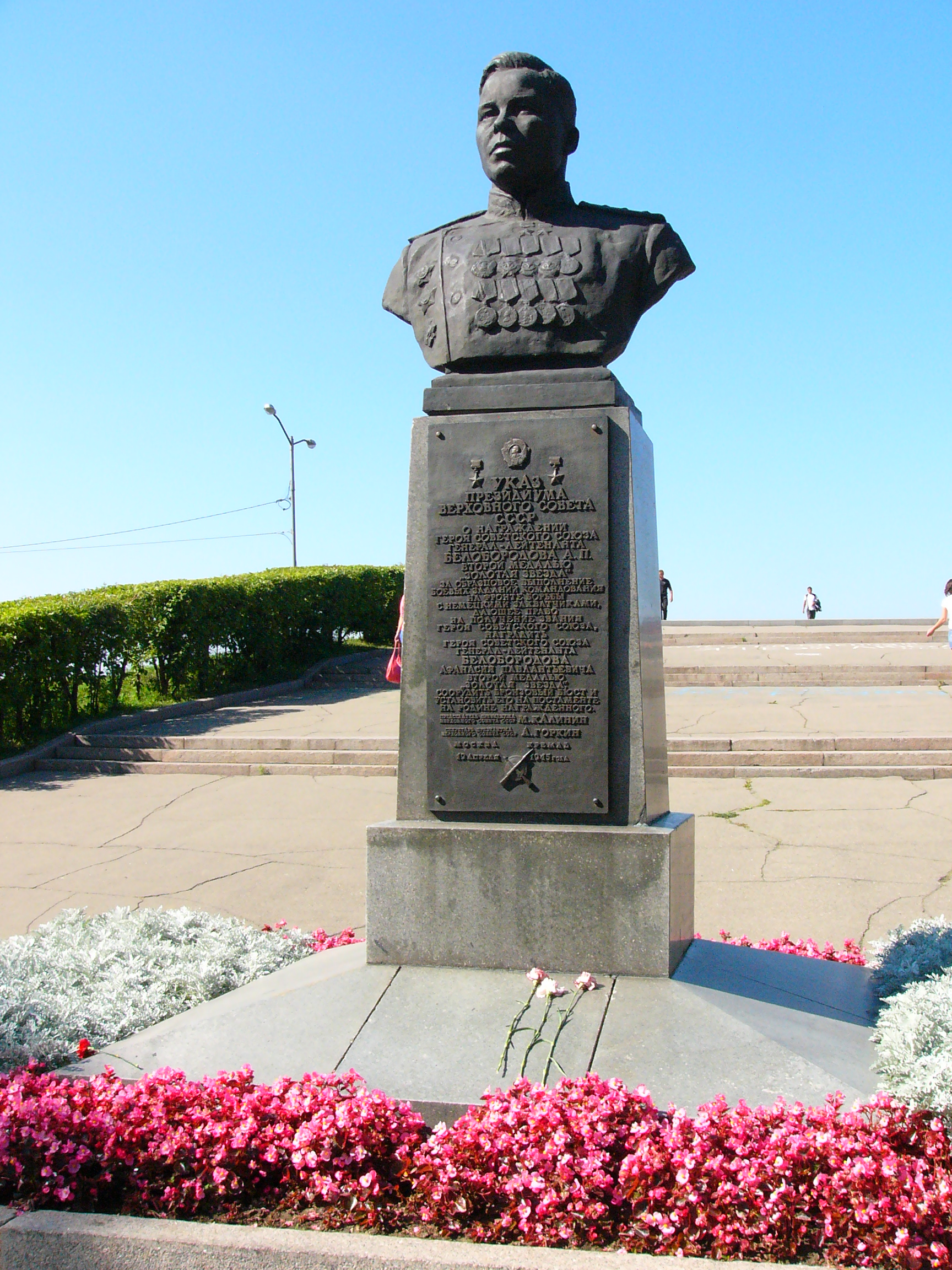
Бюст А. П. Белобородова в Иркутске
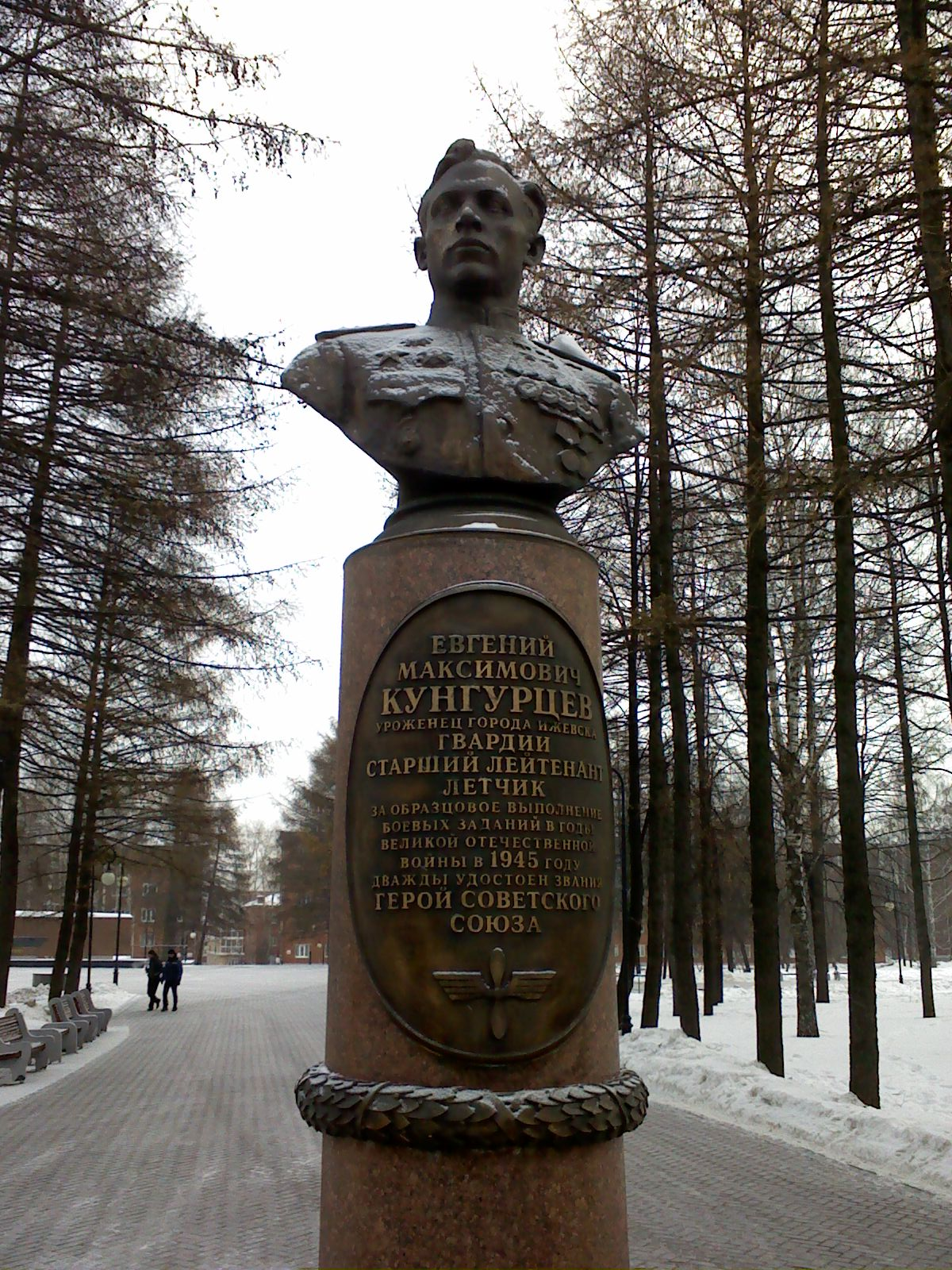
Бюст Е. М. Кунгурцева в Ижевске
Надгробие И. О. Дунаевского
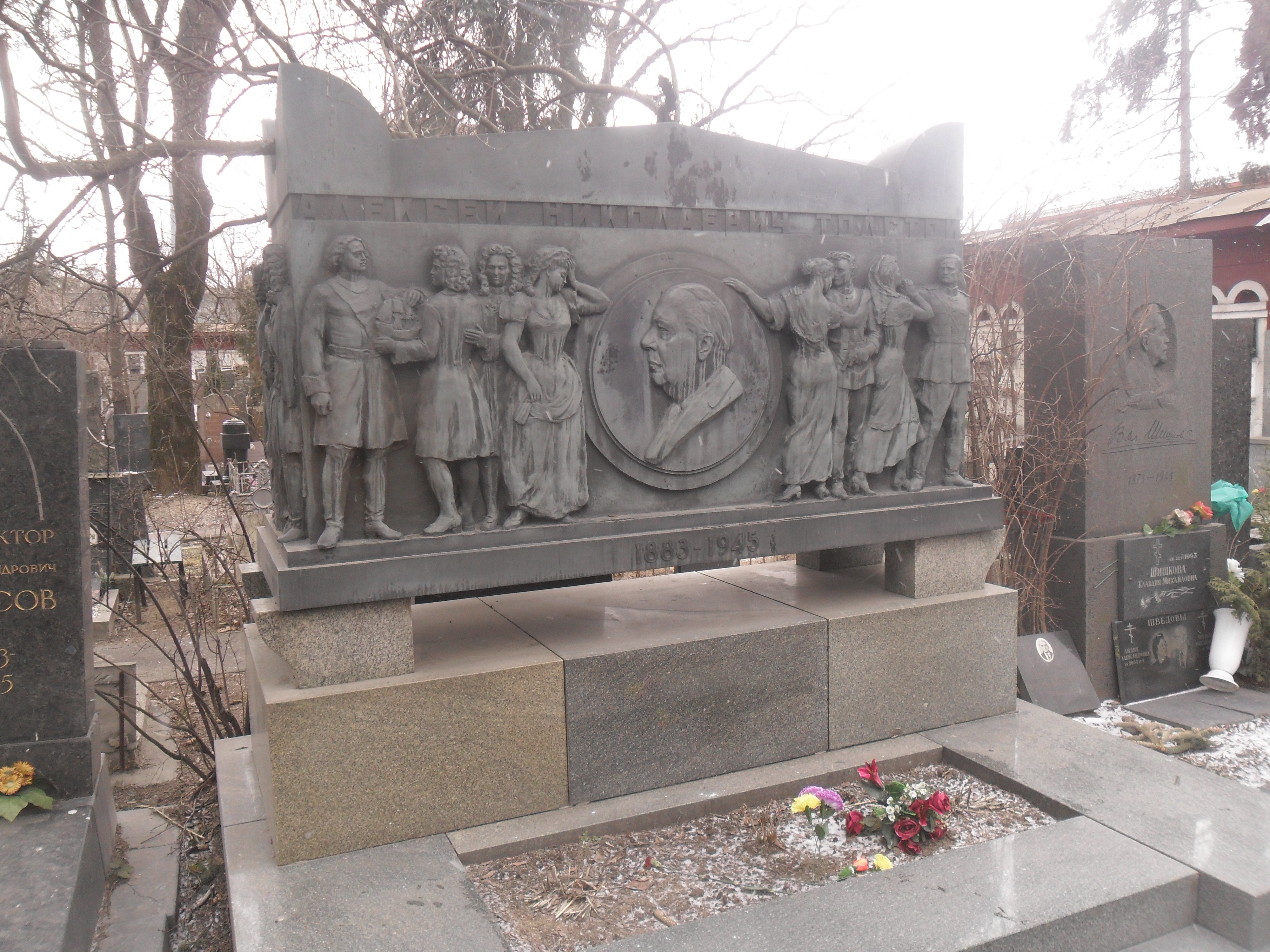
Надгробие А. Н. Толстого

### Неосуществлённые проекты
- Жилой дом ГАБТ в Брюсовом переулке (1933 г.; проект передан А. В. Щусеву);
- Жилой дом РЖСКТ «Инженер-ударник» на Ленинградском шоссе, д. 12-14-16 (1934 г.);
- Реконструкция Сухаревской площади для сохранения Сухаревой башни (1934 г.; под руководством И. А. Фомина, в соавторстве с А.П. Великановым, М.А. Минкусом, И.Е. Рожиным);
- Проект застройки Правительственной площади в Киеве (совместно с И. А. Фоминым; 1935, конкурс);
- Санаторий Комиссии содействия учёным (КСУ) в Сочи (совместно с И. А. Фоминым; 1935, конкурс);
- Павильон СССР на международной выставке 1937 года в Париже (1936; в соавторстве с В. А. Щуко, В. Г. Гельфрейхом, А. П. Великановым, Ю. В. Щуко; конкурс);
- станция метро «Павелецкая» (1937—1938 гг.; совместно с И. Е. Рожиным; конкурс);
- станция метро «Завод им. Сталина» (1937—1938 гг.; совместно с И. Е. Рожиным; конкурс);
- станция метро «Первомайская» (1937—1938 гг.; конкурс);
- Павильон Московской, Воронежской, Курской областей и Татарской АССР на ВСХВ (1939 г.; конкурс);
- Жилой дом у Курского вокзала на ул. Чкалова (1939—1940 гг.);
- Новая Солянка — застройка магистрали (1940 г.);
- Второй Дом СНК СССР в Зарядье (1940; при участии А. Б. Борецкого, Е. Н. Стамо; конкурс);
- Комбинат «Известий» у Киевского вокзала (1940; совместно с А. Б. Борецким, Е. Н. Стамо; конкурс);
- Ново-Арбатский мост (1939—1940; конкурс);
- Панорама «Штурм Перекопа» на Турецком валу, с триумфальной аркой (1940; конкурс);
- Памятник морякам-защитникам Ленинграда и дом для ветеранов Отечественной войны в окрестностях Ораниенбаума (1943; конкурс);
- Адмиралтейство — Министерство Военно-Морского флота в Москве на Фрунзенской набережной (1945 г.; конкурс заказной; соавторы: Е. П. Вулых, А. Г. Рочегов, И. С. Самойлова);
- Дом Советов в Сталинграде (1946—1947 гг.; соавтор А. Б. Борецкий; приглашены на второй тур конкурса);
- Дом Печати в Сталинграде (1946 г.; соавтор А.Г. Рочегов);
- Памятник А. С. Пушкину в Ленинграде на площади Искусств (1946—1949 гг.; ск. Г. И. Мотовилов; конкурс заказной: III-й и IV-й туры);
- Памятник М. Е. Салтыкову-Щедрину в Москве (ск. Г. И. Мотовилов);
- Памятник Юрию Долгорукому в Москве (1947 г.; конкурс; скульптор Г. И. Мотовилов);
- Сталинградский гидроузел (1951—1955 гг.; руководитель группы «Гидропроекта»; построен по другому проекту);
- Волго-Балтийский судоходный канал (1952—1953 гг.; руководитель, соавторы — сотрудники ленинградского отделения «Гидропроекта»: Л. М. Банщиков, А. И. Горицкий, А. В. Иконников, Р. П. Костылев, Л. Т. Липатов, К. М. Митрофанов, Г. С. Никулин, Г. Ф. Пересторонина, В. А. Петров, З. Ф. Семенова, М. В. Смагина, Г. А. Шароваров, П. Р. Ясенский; после смерти И. В. Сталина стройка заморожена; канал построен по другому проекту в 1956—1964 гг.);
- Главный Туркменский канал (1951—1953 гг.; руководитель; соавторы — сотрудники «Гидропроекта»);
- Монумент в честь воссоединения Украины с Россией (1953; скульптор Г. И. Мотовилов, высшая премия на всесоюзном конкурсе);
- Крытый колхозный рынок в Москве (1954 г.);
- Воткинский гидроузел (1955 г.);
- Министерство нефтяной промышленности СССР на Фрунзенской набережной в Москве (соавтор В. В. Пелевин);
- Пантеон — Памятник вечной славы великих людей Советской страны (1954 г.; соавторы: Е. П. Вулых, М. В. Паньков, В. В. Пелевин, А. Г. Рочегов; конкурс);
- Дворец Советов на Ленинских горах (конкурс; 1957—1958 гг.).
- Всемирная выставка 1967 года в Москве: главный павильон СССР, "Планета", отраслевой "Архитектура и строительство"; башня "Искусственное солнце", мост для обозрения выставки. (1961 г.; руководитель; соавторы - архитекторы Мособлпроекта: Фурсов В.Н.,  Кипарисова Т.А., Романеев).
- Посольство СССР в Норвегии (1965 г.)

## Статьи Л. М. Полякова в печати
- «Октябрь дал мне всё». Архитектурная газета. 7 ноября 1938 года, № 62 (291). Стр. 2.
- «Новая Солянка». Архитектура СССР, 1940, № 4. Стр. 53-55.
- «Над чем работают архитекторы. Л. М. Поляков. Москва». Архитектура СССР, 1940, № 8. Стр. 71.
- «Мысли о синтезе». Архитектура СССР, 1941, № 1. Стр. 42-44.
- «Станции метро третьей очереди». Архитектура СССР, 1941 , № 3. Стр. 47-51.
- «О профиле архитектора». Архитектура СССР. Журнал, 1941, № 5. Стр. 4-8.
- «Архитектура сооружений Волго-Донского канала». Архитектура СССР, 1951 , № 1. Стр. 2-7.
- «Архитектура великой стройки». Правда. Газета. 21 июля 1952  № 203. Стр. 2.

## Адреса

### С.-Петербург — Петроград — Ленинград
- 9-я Рота Измайловского полка (9-я Красноармейская ул.), д. 3.
- Глазовская ул. (с декабря 1952 года — ул. Константина Заслонова), д. 36.
- Кирочная ул. (1932 — 1998) — ул. Салтыкова-Щедрина), д. 43-б, кв. 11.

### Москва
- Ленивка, д. 4. Общежитие Управления строительством Дворца Советов (УСДС).
- Можайское шоссе, д. 57, кв. 28. В разные годы этот же дом числился и по 2-й Извозной ул., и по Студенческой улице.
- Ул. Чайковского, д. 16-20, кв. 18.
- Трёхпрудный переулок, д. 5/15, кв. 26.

## См. также

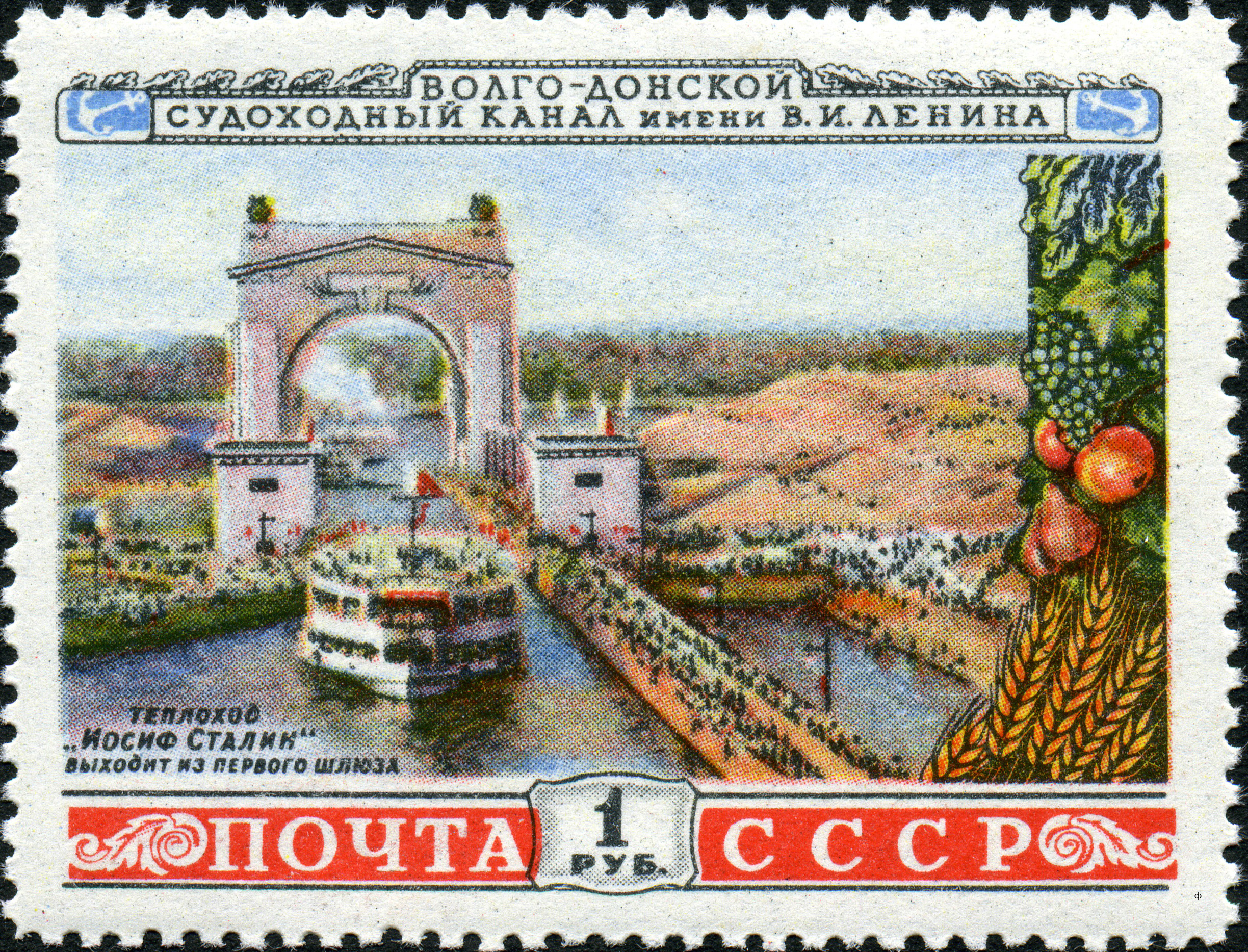
Марка СССР (1953): Волго-Донской судоходный канал имени В. И. Ленина. Теплоход «Иосиф Сталин»